# Burkina Faso
« Burkina » redirige ici. Ne pas confondre avec Burkini.
Pour les articles homonymes, voir Faso.
Burkina Faso
(ex-Haute-Volta)
(mos) Burkĩna Faso
(fuh) 𞤄𞤵𞤪𞤳𞤭𞤲𞤢 𞤊𞤢𞤧𞤮 
(dyu) ߓߎߙߞߌߣߊ߫ ߝߊ߬ߛߏ߫ 
Le Burkina Faso (prononciation : /buʁ.ki.na fa.so/ ou /byʁ.ki.na fa.so/), « patrie des (personnes) intègres » ou « patrie de l'intégrité » (Burkina se traduisant par « intégrité, honneur » en mooré et Faso se traduisant par « terre ou patrie » en dioula,) ou Burkina, anciennement république de Haute-Volta, est un pays d'Afrique de l'Ouest. Sans accès à la mer, il est entouré de six pays : le Niger à l'est-nord-est, le Bénin à l'est-sud-est, le Togo au sud-est, le Ghana au sud, la Côte d'Ivoire au sud-ouest et le Mali au nord-ouest. Sa capitale politique, Ouagadougou, est située au centre du pays. Sa capitale économique, Bobo-Dioulasso, est située dans les Hauts Bassins, dans le sud-ouest du pays.
Entre 1853 et 1897, les territoires formant l'actuel Burkina Faso sont explorés et conquis par les Allemands, les Anglais et les Français. Au total 16 traités de protectorat ont été signés. En 1896, à la suite d'accords entre Européens, l'ensemble du territoire revient à la France qui l'intègre entre 1897 et 1904 dans la colonie du Soudan. La colonie de Haute-Volta est créée le 1er mars 1919, puis à nouveau en 1947. Indépendant de la France depuis le 5 août 1960.
La république de Haute-Volta est renommée Burkina Faso en 1984 sous le régime de Thomas Sankara. Anti-impérialiste, révolutionnaire, écologiste, féministe, panafricaniste et tiers-mondiste, il est le président du pays durant la période de la première révolution burkinabè du 4 août 1983 au 15 octobre 1987, qu'il finit par totalement incarner. Durant ces quatre années, il mène une politique d'émancipation nationale, de développement du pays, de protection de l'environnement, de lutte contre la corruption ou encore de libération des femmes. Il parvient à éradiquer la faim dans le pays, ce qui est salué par les instances internationales. Burkina Faso, qui est un mélange de moré et de dioula et signifie « pays [ou « patrie »] des hommes intègres / honnêtes ».
Il est assassiné sur ordre de Blaise Compaoré, lequel prend le pouvoir le 15 octobre 1987 et est condamné à perpétuité en 2022 pour ce meurtre. Le pays ne connaît pas de régime démocratique avant le 30 novembre 2015 et l'accession à la présidence de Roch Marc Christian Kaboré. Cette première période démocratique s'achève en 2022, lors des coups d'État de janvier et de septembre qui aboutissent à l'instauration d'une dictature militaire, celle du Comité national pour le salut du peuple, sur fond de multiplication des attentats terroristes. Le pays est en effet, depuis le milieu des années 2010, victime de l'extension des actions des groupes armés djihadistes à l'ensemble du Sahel.
Sa population est estimée à 20 505 155 habitants. Le Burkina Faso a une superficie de 274 200 km2. Il est classé 184e sur 191, avec un indice de développement humain de 0,449 en 2021. Il est membre de nombreuses organisations internationales, telles que l'Organisation des Nations unies (ONU), la Banque africaine de développement (BAD), l'Organisation de la coopération islamique (OCI) ou encore l'Organisation pour l'harmonisation en Afrique du droit des affaires (OHADA). Il a toutefois été suspendu de certaines organisations, notamment l'Union africaine (UA) et l'Organisation internationale de la francophonie (OIF), à la suite des coups d'État de janvier 2022 et de septembre 2022. Le Burkina Faso quitte l'OIF le 29 janvier 2025 puis la CEDEAO le 17 mars 2025, après la création de l'Alliance des États du Sahel (AES) aux côtés du Mali et du Niger .

## Géographie

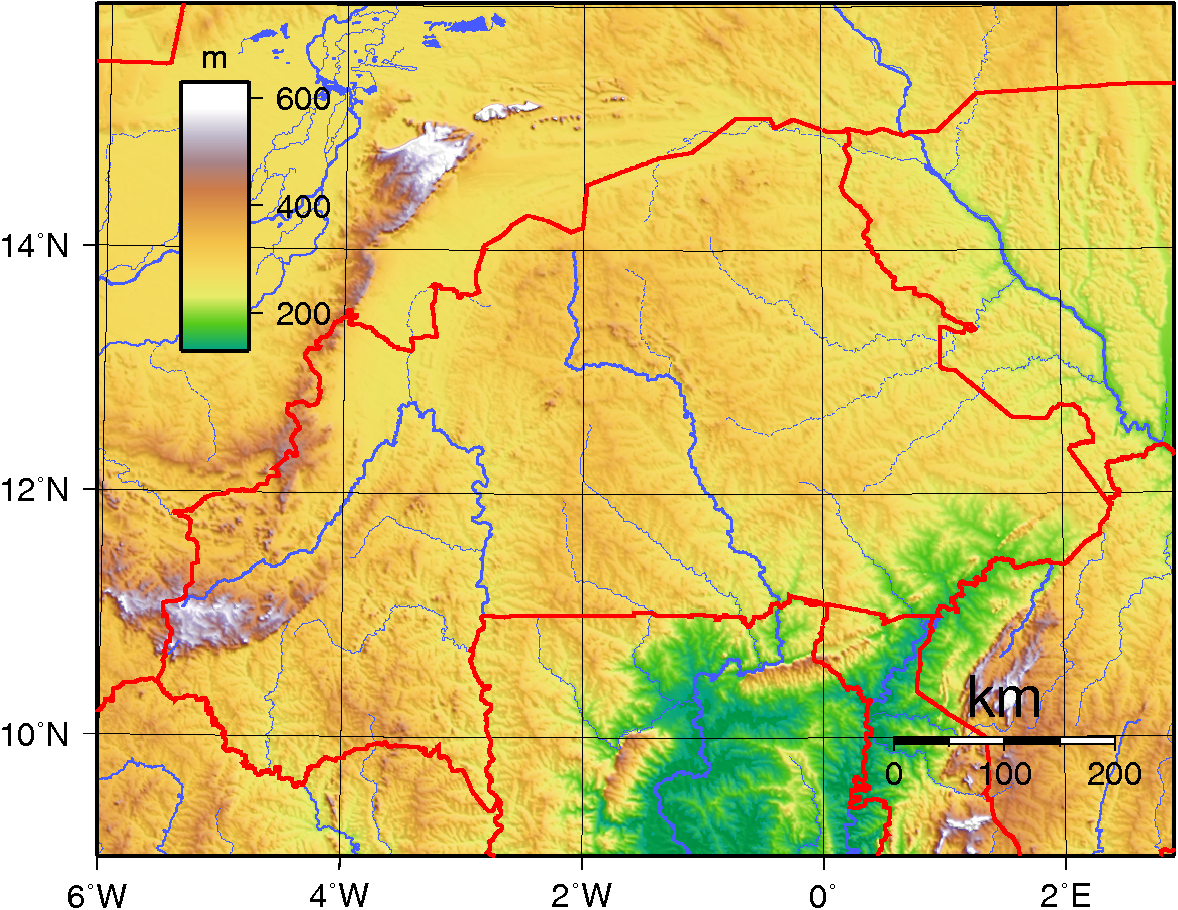
Carte topographique du Burkina Faso.

### Topographie
Le pays est plutôt plat, avec quelques accidents de terrain localisés. Son altitude moyenne est de 400 m et le différentiel entre les deux points extrêmes ne dépasse pas 600 m. Le point culminant du pays est le mont Tenakourou, situé à 749 m d'altitude.

### Reliefs

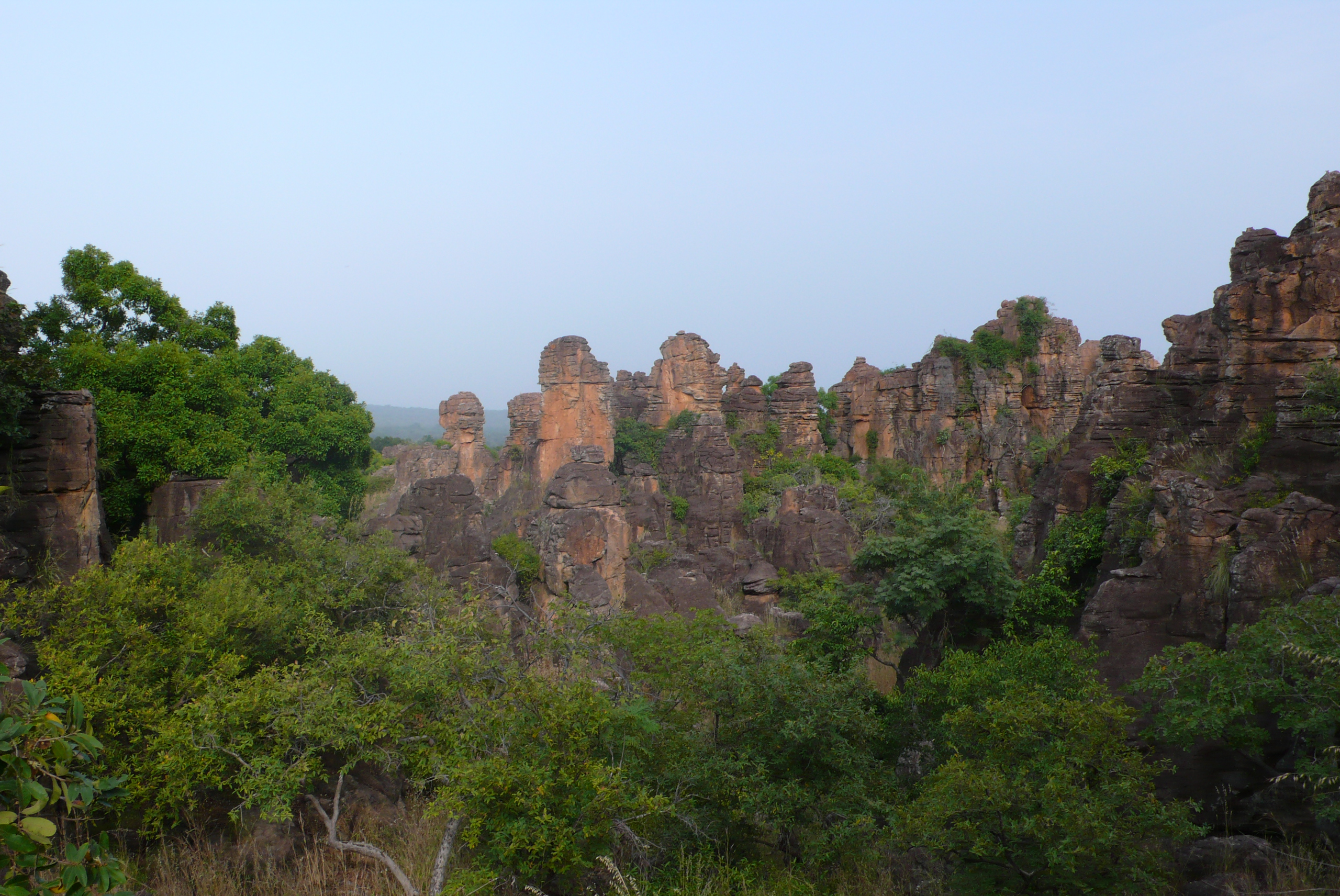
Panorama des cavernes de Douna.

Deux grands types de paysages existent au Burkina :
- La plus grande partie du pays est couverte par une pénéplaine. Elle forme un relief très légèrement vallonné avec par endroits quelques collines isolées, ultimes vestiges d'un massif du Précambrien. C'est un paysage assez uniforme, avec un sol le plus souvent coloré en ocre par la latérite. Il a un relief plat qui ne retient pas de grandes quantités d'eau d'où l'insuffisance hydrique dans certaines régions ;
- La partie sud-ouest du pays forme un massif gréseux. Le point culminant du pays s'y trouve : le Tenakourou (749 m). Le massif est limité par des falaises très escarpées atteignant 150 m de haut : falaise de Banfora, pics de Sindou, cavernes de Douna, etc.

### Hydrographie

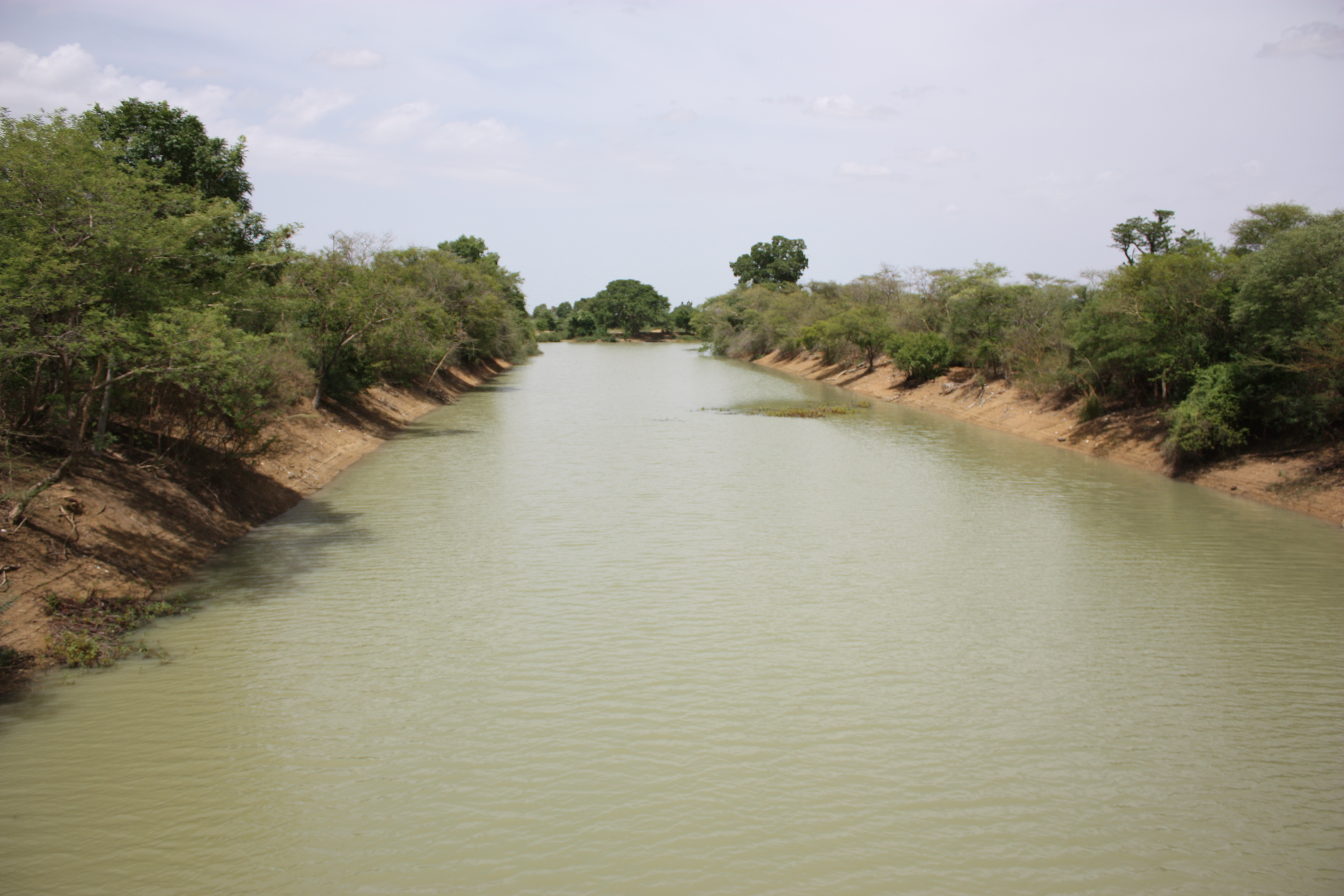
Le Mouhoun (anciennement nommé Volta Noire) près de Dédougou.

Quoique peu élevé et assez peu arrosé, le Burkina dispose d'un réseau hydrographique relativement dense, surtout dans sa partie méridionale. Les cours d'eau se rattachent à trois bassins principaux : les bassins de la Volta, de la Comoé et du Niger.
Le pays devait son ancien nom de Haute-Volta aux trois cours d'eau qui le traversent : le Mouhoun (Volta Noire), le Nakambé (Volta Blanche) et le Nazinon (Volta Rouge). Le Mouhoun est le seul cours d'eau permanent du pays avec la Comoé qui coule au sud-ouest.

#### Système hydrologique

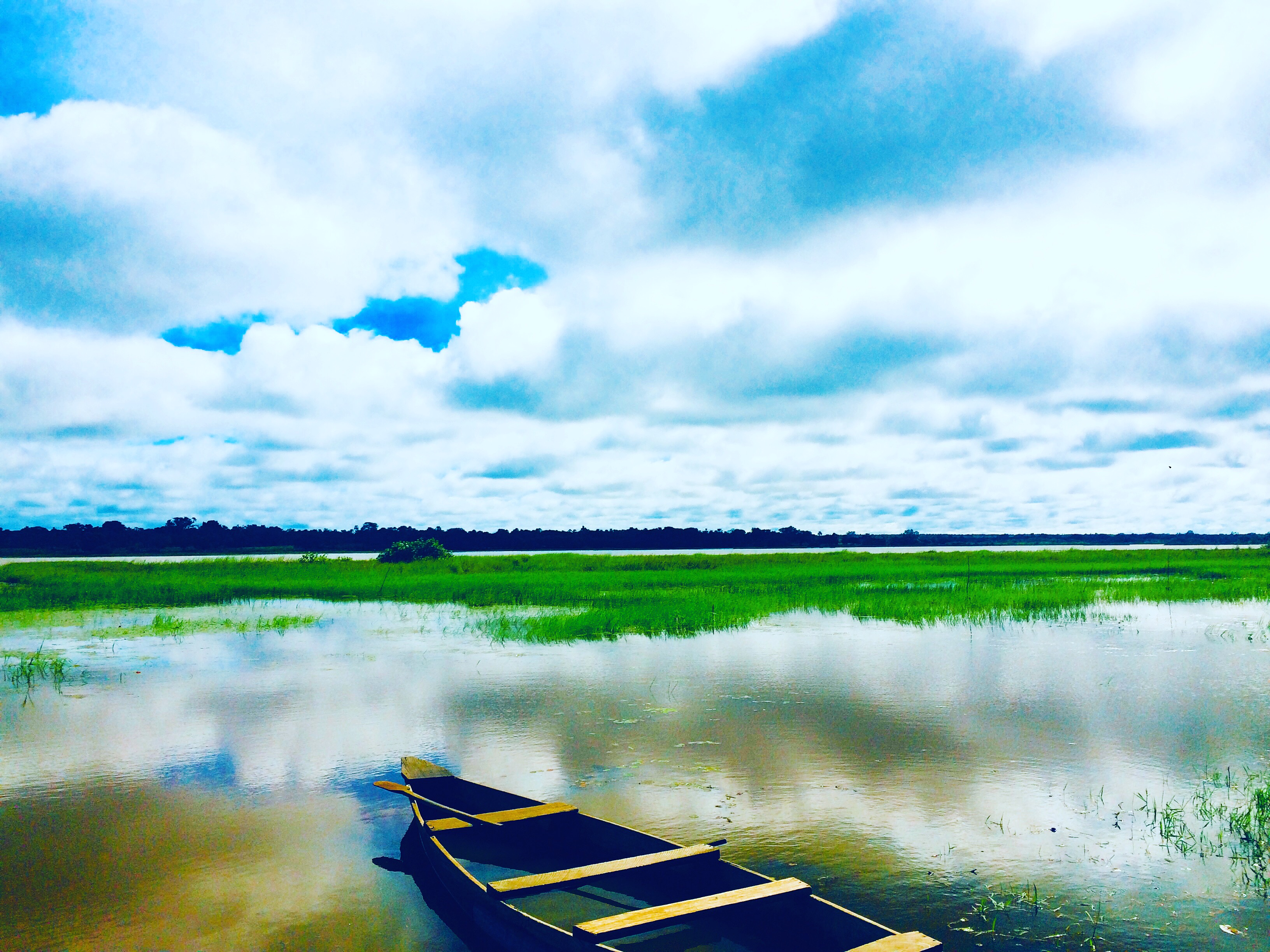
Le lac de Tengréla.

Le système hydrographique burkinabé se compose, dans l'ensemble, des éléments suivants :
- Le bassin de la Volta, le plus important, s'étend au centre et à l'ouest du pays sur une superficie de 178 000 km2. Il est constitué par trois sous-bassins majeurs : ceux du Mouhoun, du Nakambé et du Nazinon. Les eaux de ces bassins se rejoignent au centre du Ghana, où elles forment le lac Volta.

- Le Mouhoun (Volta Noire), seul cours d'eau permanent avec un bassin versant de 92 000 km2, parcourt le pays sur une distance d'environ 860 km, prend sa source sur le versant nord du massif gréseux de la falaise de Banfora, dans une région où les précipitations dépassent 1 000 mm par an. Il coule d'abord vers le nord-est puis s'infléchit brusquement vers le sud. Au confluent du Sourou, le bassin versant du Mouhoun et ses principaux affluents (Plandi, Kou, Voun Hou) fournissent un débit moyen de 25 m3/s. Ce débit est cependant très irrégulier.

- Le Nakambé (Volta Blanche), prend sa source à l'est de Ouahigouya dans une région qui reçoit 500 à 600 mm d'eau par an. Il draine un bassin versant de 50 000 km2. Il draine toute la partie centrale et le nord du plateau central et ne coule que pendant la saison des pluies.

- Le Nazinon (Volta Rouge), et son principal affluent la Sissili, drainent la partie sud-ouest du plateau central avec un bassin versant de 20 000 km2. Leur régime hydrologique est très voisin de celui du Nakambé.

- Le Pendjari, quant à lui, forme la frontière sud-est du Burkina avec le Bénin et reçoit en rive droite trois affluents (le Doudodo, le Singou et la Kompienga) dont les bassins versants totalisent 21 600 km2. Ces affluents apportent moins de 30 % du débit moyen de la Pendjari qui elle-même tarit complètement une année sur deux en avril à Porga au Bénin.

- Le Comoé, draine l'extrémité sud-ouest du pays sur un bassin versant de 18 000 km2 comprenant de nombreux affluents, prend sa source dans les falaises autour de Banfora, notamment dans le village de Takalédougou-Koko. Son cours, coupé par des rapides et des chutes, communique avec des mares permanentes situées au pied de la falaise de Banfora, comme le lac de Tengréla. Les écoulements sont permanents.

- Le bassin du Niger, draine le nord-est et l'est du pays. Son bassin versant a une superficie de 72 000 km2. Les affluents burkinabés du Niger les plus septentrionaux sont en grande partie endoréiques (le Béli, le Gorouol, le Goudébo et le Dargol) et sont à l'origine de crues importantes. Par contre, les affluents soudano-sahéliens (la Faga, la Sirba, la Bonsoaga, le Diamangou et la Tapoa) ont des régimes un peu moins irréguliers et contribuent à la crise dite soudanienne du Niger qui se produit en septembre. Ces cours d'eau de faible débit ne forment souvent qu'un chapelet de mares.

Toutes les rivières du Burkina, excepté le Mouhoun et celles du sud-ouest (bassin de la Comoé), sont temporaires : elles ne coulent que de juillet à octobre.
En dehors du réseau hydrographique, il existe des bassins fermés qui alimentent de nombreuses grandes mares ou lacs naturels, sans écoulement permanent ou temporaire, qui occupent les bas-fonds ou les espaces interdunaires : les lac de Tengréla, de Bam et de Dem, les mares d'Oursi, de Béli, de Yomboli et de Markoye. Les observations effectuées sur la mare d'Oursi et le lac de Bam laissent penser que le fond de ces lacs se colmate par des dépôts argileux.
Le manque d'eau est souvent problématique, surtout dans le nord du pays.

### Climat

Carte des climats au Burkina Faso, selon la classification de Koppen-Geiger.

Le Burkina Faso possède un climat tropical de type soudano-sahélien (caractérisé par des variations pluviométriques considérables allant d'une moyenne de 350 mm au nord à plus de 1 000 mm au sud-ouest) avec deux saisons très contrastées : la saison des pluies avec des précipitations comprises entre 300 mm et 1 200 mm, et la saison sèche durant laquelle souffle l'harmattan, un vent chaud et sec, originaire du Sahara. La saison des pluies dure environ 4 mois, entre juin et septembre, sa durée étant plus courte dans le nord du pays.
On peut donc distinguer trois grandes zones climatiques :
- zone sahélienne, au nord du pays : moins de 600 mm de pluviométrie par an et amplitudes thermiques élevées (15 à 45 °C) ;
- zone soudano-sahélienne, entre 11° 3' et 13° 5' de latitude Nord. C'est une zone intermédiaire pour les températures et les précipitations ;
- zone soudano-guinéenne, au sud du pays : plus de 900 mm de pluie par an et des températures moyennes relativement basses.

On distingue deux saisons, de durées inégales :
- une saison d'hivernage, très courte, de 3 à 4 mois (juin à septembre) ;
- une saison sèche, de 8 à 9 mois (octobre à juin).

La rareté et la mauvaise répartition des pluies provoquent des migrations de plus en plus fortes des populations principalement du Nord et du centre vers les villes, le sud-ouest du Burkina Faso et les pays de la côte.
La température varie de 16 à 45 °C. L'évaporation moyenne annuelle est estimée à 3 000 mm et la recharge annuelle de la nappe souterraine à 40 mm.

### Milieu naturel

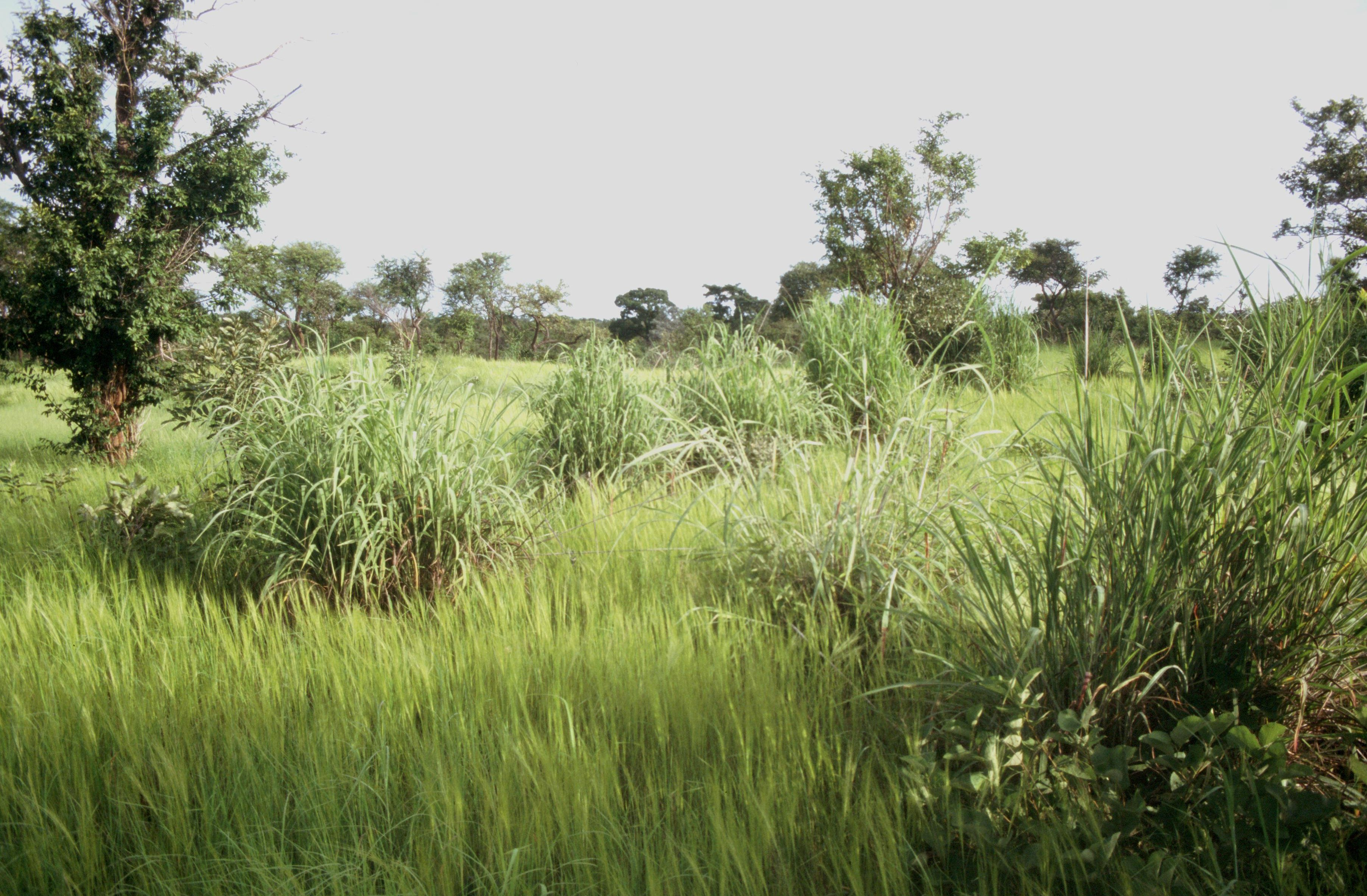
Savane avec touffes dAndropogon gayanus dans la réserve de Pama.

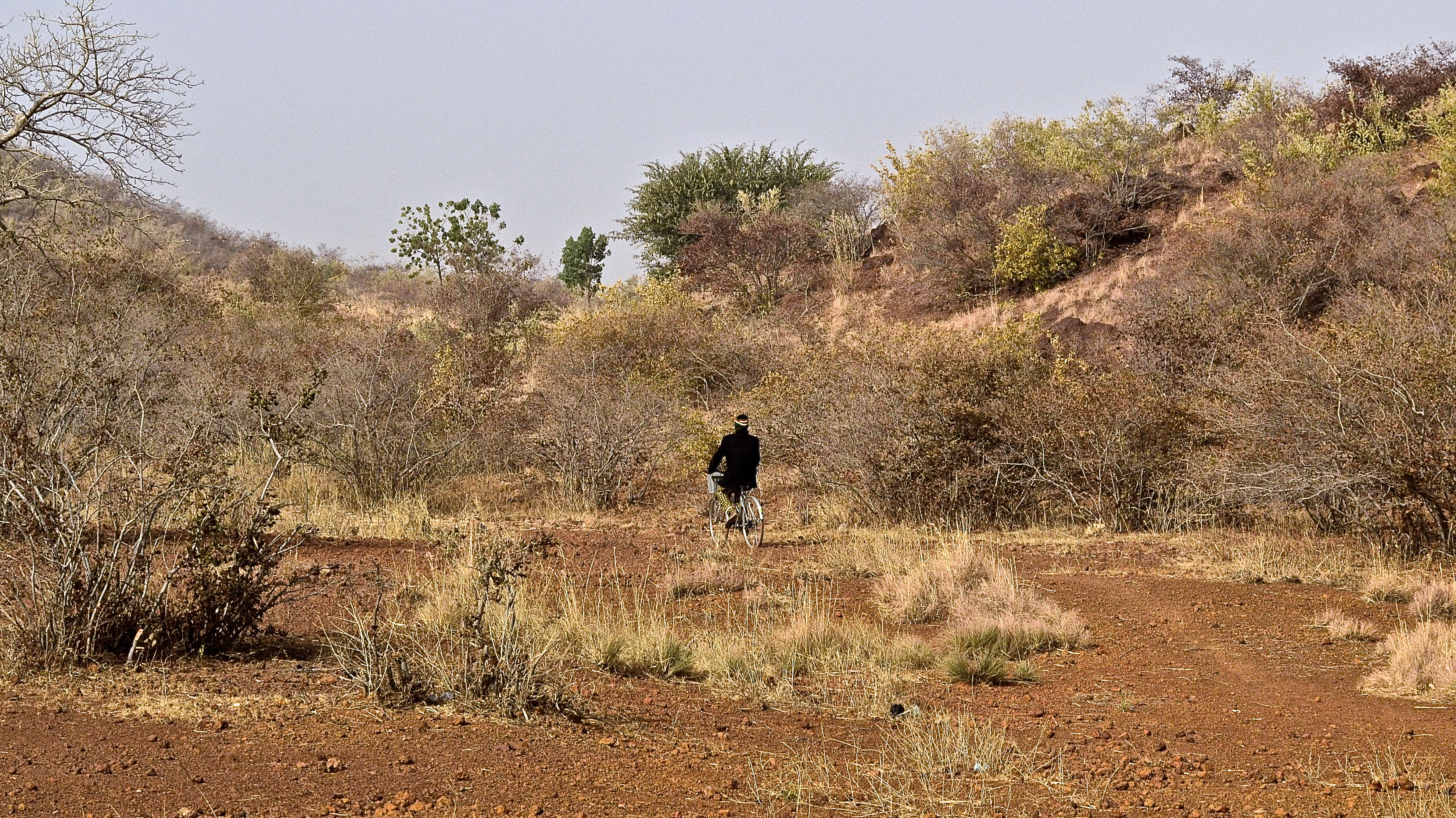
Déplacement à bicyclette dans un milieu sec.

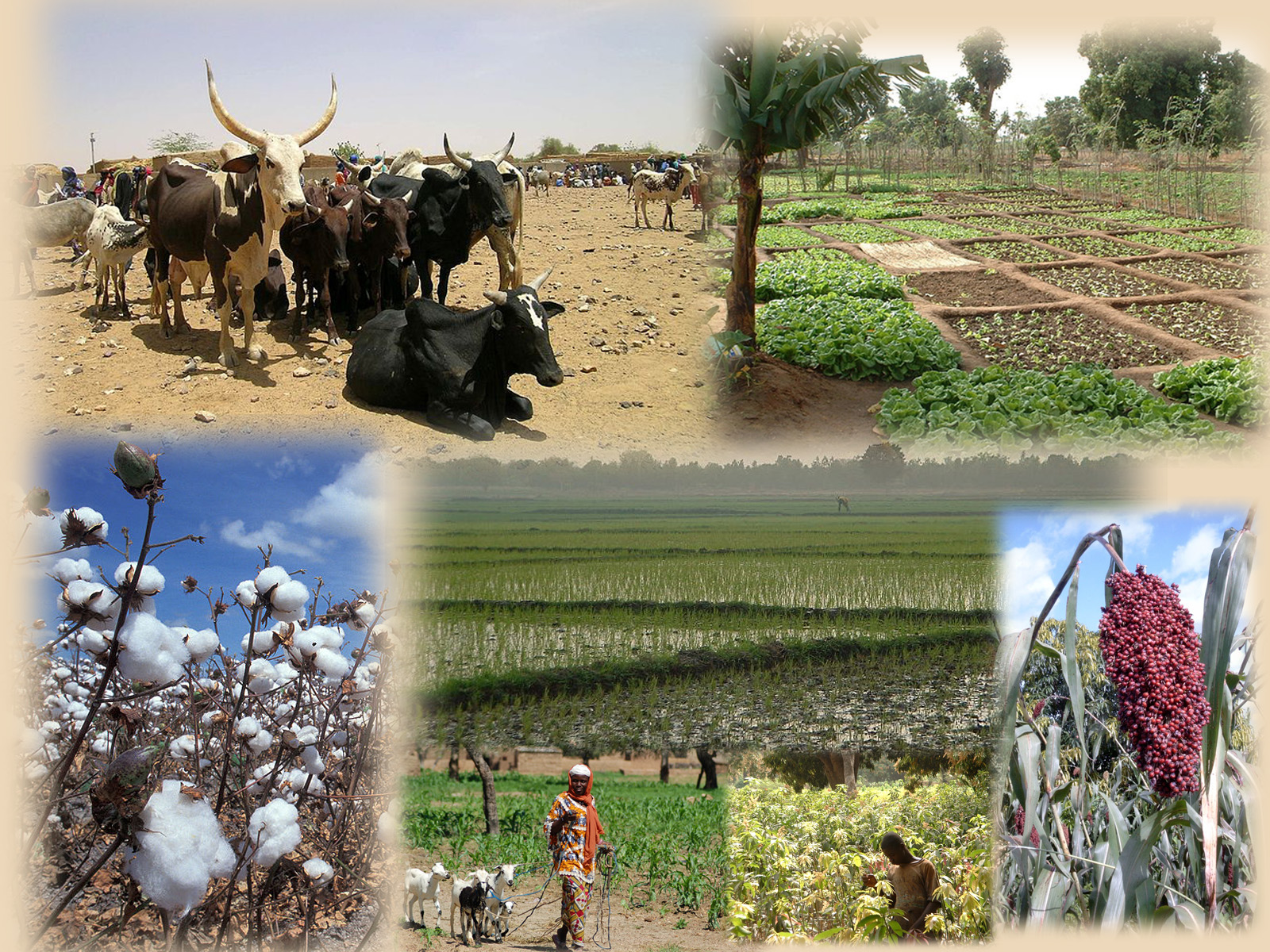
Producteurs et productions agricoles et animales au Burkina Faso.

La savane soudanienne occidentale couvre la grande majorité du pays, à l'exception de la pointe nord.
Dans les années 1980, alors que la conscience écologique est encore très peu développée, le président du Burkina Faso Thomas Sankara est l'un des rares dirigeants africains à considérer la protection de l'environnement comme une priorité. Il s'engage dans trois combats majeurs : contre les feux de brousse « qui seront considérés comme des crimes et seront punis comme tel » ; contre la divagation du bétail « qui porte atteinte au droit des peuples car les animaux non surveillés détruisent la nature » ; et contre la coupe anarchique du bois de chauffe « dont il va falloir organiser et règlementer la profession ».
Dans le cadre d'un programme de développement associant une grande partie de la population, dix millions d'arbres en quinze mois ont été plantés au Burkina Faso pendant la « révolution ». Pour faire face à l'avancée du désert et aux sècheresses récurrentes, Thomas Sankara propose également la plantation de bandes boisées d'une cinquantaine de kilomètres, traversant le pays d'est en ouest. Il songe ensuite à étendre cette ceinture végétale à d'autres pays.
La production de céréales, proche de 1,1 million de tonnes avant 1983, va grimper à 1,6 million de tonnes en 1987. Jean Ziegler, ancien rapporteur spécial pour le droit à l’alimentation de l'ONU, souligne alors que le pays « est devenu alimentairement autosuffisant ».

## Répartition de la population
| \| 500 km1:19 581 000 Capitale nationale du Burkina Faso Chef-lieu de région > 100 000 hab. Autre chef-lieu de région \| Ouagadougou Bobo-Dioulasso Kaya Banfora Dédougou Tenkodogo Koudougou Manga Fada N’Gourma Ouahigouya Ziniaré Dori Gaoua BURKINA FASO CÔTE D’IVOIRE MALI NIGER BÉNIN TOGO GHANA |
| 500 km1:19 581 000 Capitale nationale du Burkina Faso Chef-lieu de région > 100 000 hab. Autre chef-lieu de région |

## Étymologie
Ancienne colonie française, la Haute-Volta obtient l'indépendance le 5 août 1960. Le nom actuel du pays, Burkina Faso, date du 4 août 1984, sous la présidence du révolutionnaire Thomas Sankara. Combinaison de deux mots dans deux langues principales du pays, il signifie « la patrie des hommes intègres » — Burkina se traduisant par « intégrité, honneur » en mooré et Faso se traduisant par « territoire, terre ou patrie » en dioula,. Les habitants du Burkina sont des Burkinabè.
La Constitution nationale nomme les habitants du Burkina Faso les Burkinabè (mot invariable en genre et en nombre), où le suffixe « -bè » provient du fulfuldé (ou peul) et signifie « les habitants de » ou « les gens de ». Ainsi, le mot « burkinabè » désigne les habitants du Burkina Faso, combinant le terme « Burkindi » (intégrité) du mooré et le suffixe « bè » du fulfuldé. Cette combinaison linguistique reflète l'unité et la diversité des langues et des cultures au sein du pays (plus de soixante ethnies). Dans la francophonie, les habitants du Burkina peuvent être désignés comme Burkinabés.
On utilise les termes Burkina, Faso ou Burkina Faso dans les usages courants, et Burkina Faso dans les usages officiels. D'après la Constitution du Burkina Faso, « le Faso est la forme républicaine de l'État ». Le terme « Faso » remplace donc le terme « république » : « république du Burkina Faso » ou « république du Burkina » ne sont pas employés à l'intérieur du pays. De même on utilise officiellement « président du Faso » au lieu de « président de la République ».

## Histoire

### Période préhistorique
Comme pour tout l'ouest de l'Afrique, le Burkina Faso a connu un peuplement très précoce, avec notamment des chasseurs-cueilleurs dans la partie nord-ouest du pays (12 000 à 5 000 ans avant l'ère chrétienne), et dont des outils (grattoirs, burins et pointes) ont été découverts en 1973. La sédentarisation est apparue entre 3 600 et 2 600 avant l'ère chrétienne, avec des agriculteurs dont les traces des constructions laissent envisager une installation relativement pérenne. L'emploi du fer, de la céramique et de la pierre polie s'est développé entre 1 500 et 1 000 avant l'ère chrétienne, ainsi que l'apparition de préoccupations spirituelles, comme en témoignent les restes d'inhumation découverts.
Des vestiges attribués aux Dogons ont été découverts dans la région du Centre-Nord, du Nord et du Nord-Ouest. Or ceux-ci ont quitté le secteur entre le XVe et le XVIe siècle pour s'installer dans la falaise de Bandiagara. Par ailleurs, des restes de murailles sont localisés dans le Sud-Ouest du Burkina Faso (ainsi qu'en Côte d'Ivoire), mais leurs constructeurs n'ont à ce jour[Quand ?] pas pu être identifiés avec certitude. Les ruines de Loropéni, situées près des frontières de la Côte d'Ivoire et du Ghana, sont aujourd'hui reconnues comme site du Patrimoine mondial.

### Période précoloniale

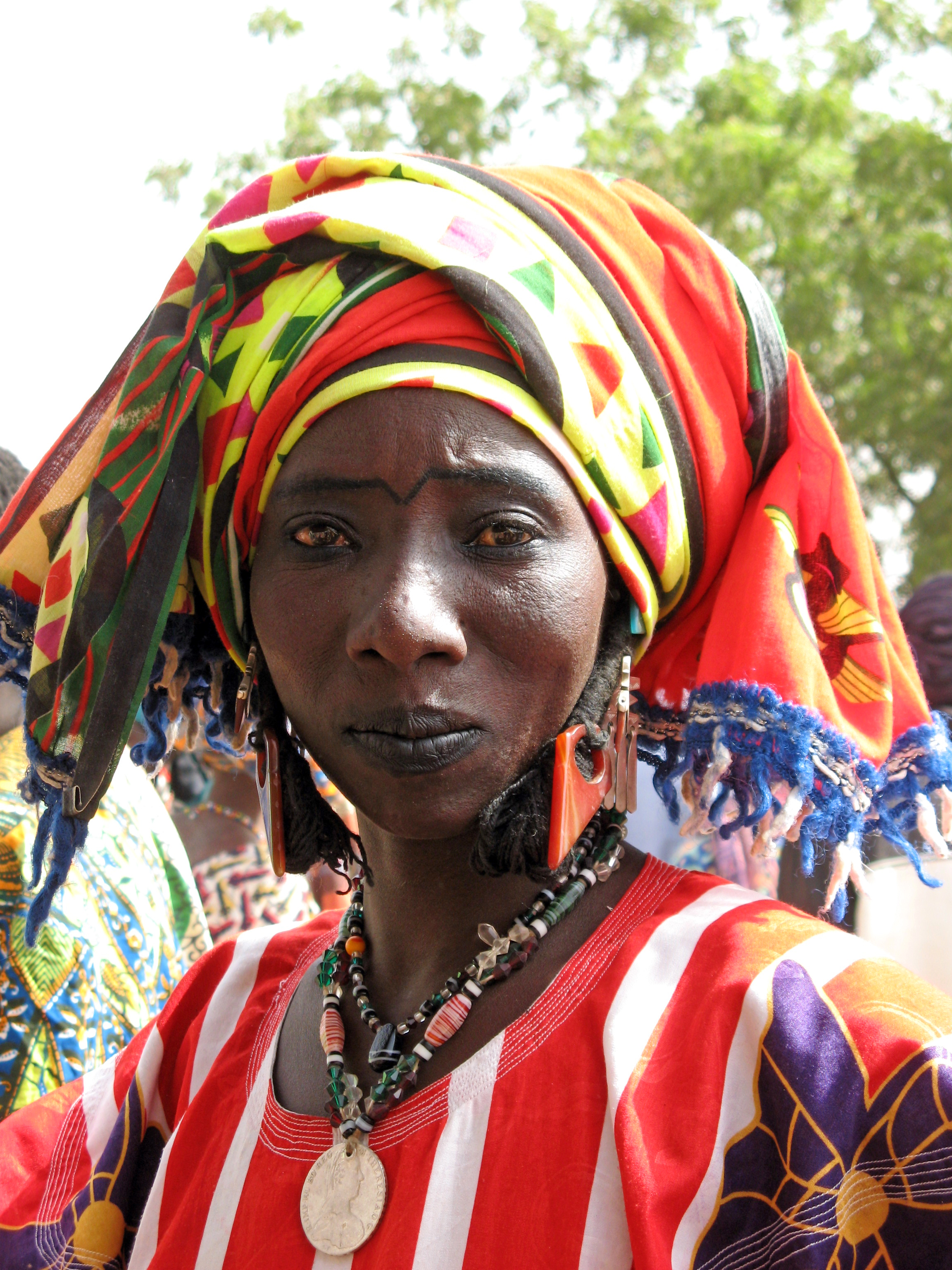
Une femme peul au Burkina Faso.

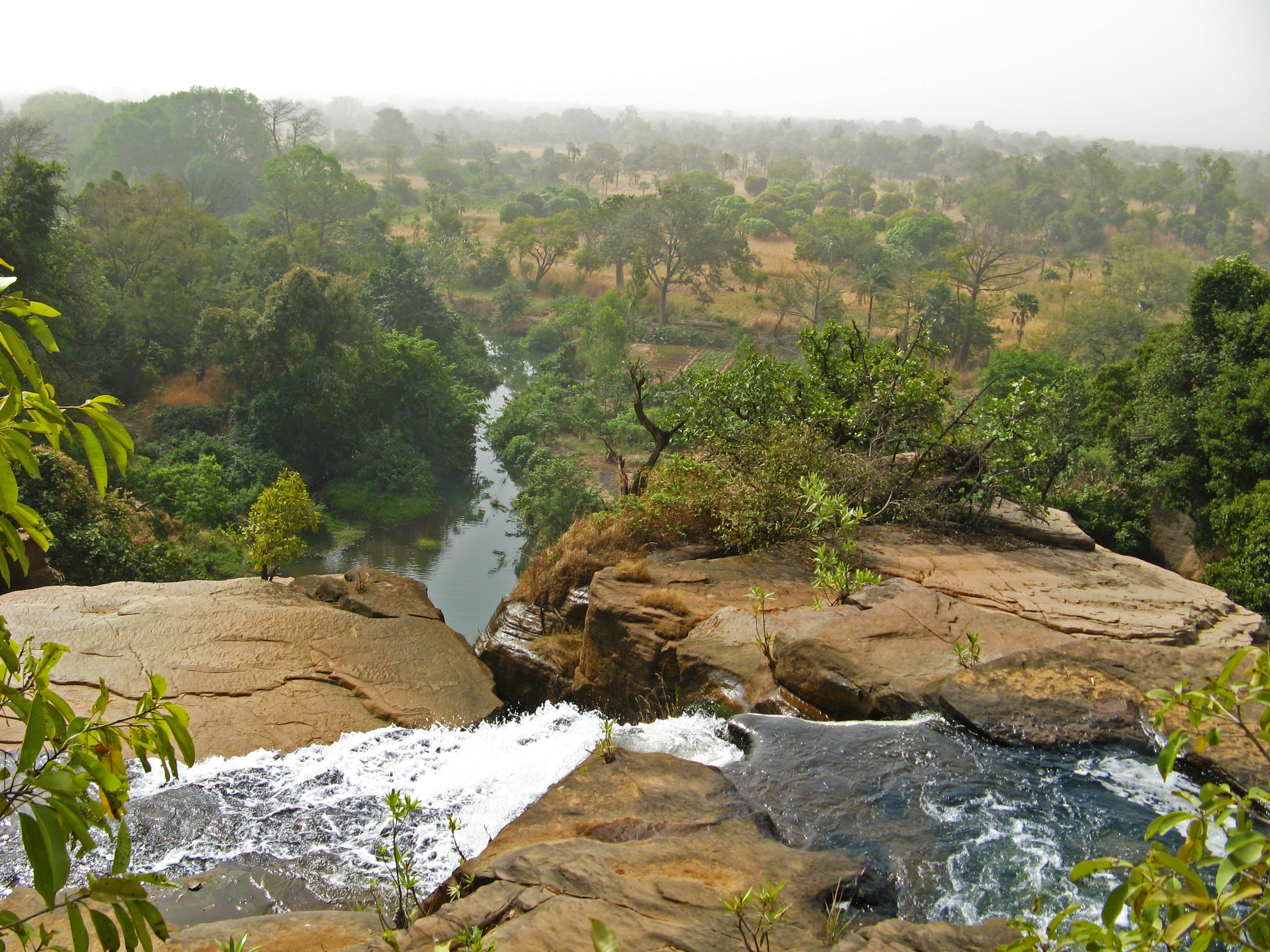
Cascades de Karfiguéla au sud-ouest du pays.

Avant la colonisation, le territoire du Burkina Faso était partagé entre différents royaumes ou chefferies et villages autonomes :
- le Gourma, pays des Gourmantchés et des Bembas ;
- le Môogo ou Moogho, pays des Mossé ;
- le Gwiriko, pays des Bobo-Dioulasso ;
- le Bissa, pays des Bisa ;
- le Liptako, pays des Peuls, et des Bellas.

On trouve peu de témoignages sur cette époque au Burkina Faso. Toutefois, une chronologie des royaumes mossé existe.
Les rares contacts entre européens et populations locales, se sont produits peu avant la colonisation. Le compte rendu Du Niger au Golfe de Guinée du voyage de Louis-Gustave Binger (1856–1936) relate son séjour, dans de nombreuses localités. Il séjourne en juin 1888, chez Boukary Koutou, le frère du Mogho Naaba Sanem de Ouagadougou. Lequel Boukary devait devenir le Mogho Naaba Wobgho qui résista aux Français, avec des moyens bien limités devant leurs armes modernes. Binger décrit un royaume organisé suivant un système féodal.

### Période coloniale
En 1896, le royaume mossi de Ouagadougou devient un protectorat français. En 1898, la majeure partie de la région correspondant à l'actuel Burkina Faso est conquise. En 1897 et 1919, ces territoires sont intégrés dans la colonie du Soudan maintes fois réorganisé et rebaptisée colonie  Haut-Sénégal et Niger.dans la fédération de l'Afrique-Occidentale française.
De nombreux habitants participèrent à la Première Guerre mondiale au sein des bataillons de tirailleurs sénégalais. En 1915 et 1916 a lieu la guerre du Bani-Volta pour protester contre les recrutements forcés. Près de trente mille personnes furent tuées par les troupes de l'Afrique-Occidentale française. Le 1er mars 1919, Édouard Hesling devient le premier gouverneur de la nouvelle colonie de Haute-Volta. Celle-ci est démembrée le 5 septembre 1932 et le territoire est partagé entre la Côte d'Ivoire, le Mali et le Niger.
La population indigène est fortement discriminée. Par exemple, les enfants africains n'ont pas le droit d'utiliser une bicyclette ou de cueillir des fruits aux arbres, « privilèges » réservés aux enfants des colons. Contrevenir à ces règlements pouvait mener les parents en prison.
Le 4 septembre 1947, la Haute-Volta est reconstituée dans ses limites de 1932. Entre 1957 et 1960, la Haute-Volta est autonome à la suite de la loi-cadre adoptée le 23 juin 1956. Son conseil de Gouvernement est dirigé par le vice-président Ouézzin Coulibaly qui meurt le 7 septembre 1958. Le 11 décembre 1958, elle devient la république de Haute-Volta, une république membre d'abord de la Fédération du Mali. Elle adhère le 15 mars 1958 à la Communauté française, et elle accède à l'indépendance le 11 juillet 1960 mais la proclamation a lieu le 5 août 1960. Le nom Burkina Faso est adopté le 4 août 1984.

### Après l'indépendance

#### 1960-1983
Le premier président de la république de Haute-Volta est Maurice Yaméogo. Le 4 janvier 1966, le lieutenant-colonel Sangoulé Lamizana le remplace au pouvoir après un soulèvement populaire.
Au début des années 1980, la Haute-Volta est l'un des pays les plus pauvres du monde : un taux de mortalité infantile estimé à 180 pour 1000, une espérance de vie se limitant à 40 ans, un taux d'analphabétisme allant jusqu'à 98 % et un produit intérieur brut par personne de 53 356 francs CFA (soit 72 euros).

#### Régime de Thomas Sankara (1983–1987)
Le 25 novembre 1980, un coup d'État militaire porte le colonel Saye Zerbo au pouvoir. Celui-ci est renversé en 1982 par un autre coup d'État militaire qui place le médecin commandant Jean-Baptiste Ouédraogo à la tête de l'État et le capitaine Thomas Sankara à la tête du gouvernement. Ce premier entre en conflit avec Sankara et le limoge de son poste de Premier ministre le 17 mai 1983. Trois mois plus tard, le 4 août 1983, Thomas Sankara effectue un nouveau putsch et instaure le Conseil national de la révolution (CNR) d'orientation marxiste. Le 2 août 1984, le président Sankara rebaptise son pays Burkina Faso. Le décret présidentiel est confirmé le 4 août par l'Assemblée nationale. Son gouvernement défend la transformation de l'administration, la redistribution des richesses, la libération de la femme, la mobilisation de la jeunesse et des paysans dans les luttes politiques, la lutte contre la corruption, etc.
Thomas Sankara retire aux chefs traditionnels les pouvoirs féodaux qu'ils continuaient d'exercer. Il crée les CDR (Comités de défense de la révolution), qui sont chargés localement d'exercer le pouvoir, gérant la sécurité, la formation politique, l'assainissement des quartiers, la production et la consommation de produits locaux ou encore le contrôle budgétaire des ministères. Cette politique visait à réduire la malnutrition, la soif (avec la construction massive par les CDR de puits et retenues d'eau), la diffusion des maladies (grâce aux politiques de « vaccinations commandos », notamment des enfants, burkinabés ou non) et l'analphabétisme (grâce aux « opérations alpha », l'analphabétisme est passé pour les hommes de 95 % à 80 %, mais seulement de 99 % à 98 % pour les femmes). Des projets de développement sont également portés par les CDR, comme l'aménagement de la « Vallée de la Sourou » destiné à irriguer 41 000 hectares.
Les dépenses de fonctionnement diminuent pour renforcer l'investissement. Les salaires sont ponctionnés de 5 à 12 % mais les loyers sont déclarés gratuits pendant un an. En 1986, le Burkina Faso atteint son objectif de deux repas et de dix litres d'eau par jour et par personne. Soucieux d'environnement, Sankara dénonce des responsabilités humaines dans l'avancée du désert. En avril 1985, le CNR lance ainsi les « trois luttes » : fin des coupes de bois abusives et campagne de sensibilisation concernant l'utilisation du gaz, fin des feux de brousse et fin de la divagation des animaux. Le gouvernement mène des projets de barrages alors que des paysans construisent parfois eux-mêmes des retenues d'eau. Thomas Sankara critique également le manque d'aide de la France, dont les entreprises bénéficient pourtant en majorité des marchés liés aux grands travaux. Symboliquement, une journée du marché au masculin est instaurée pour sensibiliser au partage des taches ménagères. Sankara avance aussi l'idée d'un « salaire vital », prélevé à la source d'une partie du salaire de l'époux pour le reverser à l'épouse.
En décembre 1985, une courte guerre frontalière, la guerre de la Bande d'Agacher, oppose le Burkina Faso au Mali. Elle s'achève grâce à la médiation du Nigeria et de la Libye : la bande de territoire contestée est partagée entre les deux États, en décembre 1986, par un jugement de la Cour internationale de justice.

#### Régime de Blaise Compaoré (1987–2014)

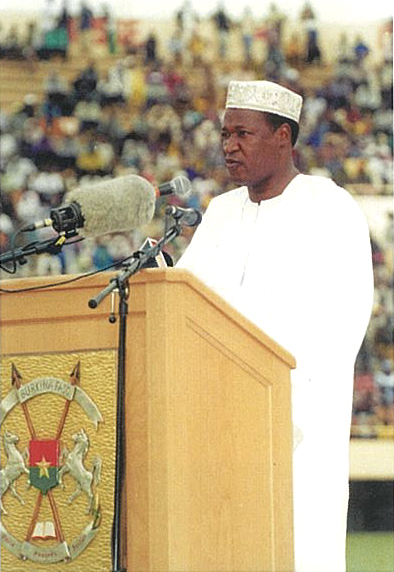
Blaise Compaoré, président de la République de 1987 à 2014.

Le capitaine Blaise Compaoré prend le pouvoir lors d'un putsch le 15 octobre 1987. Au cours de ces événements, il aurait fait assassiner son prédécesseur Thomas Sankara. La mort de ce dernier est sujette à controverses. La période suivant le coup d'État est baptisée « Rectification » par Blaise Compaoré.
Une nouvelle constitution est adoptée par référendum le 2 juin et le 1er décembre 1991, Blaise Compaoré est élu président de la République (taux d'abstention : 74 %). Il est réélu en 1998, 2005 et en 2010.
Les violences policières et les meurtres d'opposants au président Blaise Compaoré scandent les décennies 1990 et 2000 : Dabo Boukary en 1990 ; deux étudiants en 1995 ; Flavien Nébié (12 ans) en 2000. Tous étaient militants ou manifestants. Le Burkina Faso connaît aussi des mouvements d'émeutes : en 1998 après l'assassinat du journaliste Norbert Zongo, en 2006 avec l'arrestation de certains étudiants à la suite d'une conférence de presse à l'université de Ouagadougou, en 2007–2008 contre le coût élevé de la vie. En juin 2008, l'université de Ouagadougou connaît une grève massive, qui se solde par une reprise en main brutale de l'université par le pouvoir : suppression de toutes les prestations sociales étudiantes (bourses, restauration, résidences universitaires vidées en deux jours) après tirs à balles réelles sur les étudiants. La révolte de 2011 secoue le pays en même temps que le Printemps arabe.
En 1999, à la suite de la loi ivoirienne de 1998 sur le domaine foncier rural, un conflit foncier a lieu à Tabou, en Côte d'Ivoire, entre Burkinabés et Ivoiriens. 17 000 d'entre eux fuient au Burkina Faso. En septembre 2000, de nouveau, un conflit foncier, à San-Pédro cette fois, provoque l'évacuation d'un millier de Burkinabés. Enfin, en 2001, à la suite de l'élection de Laurent Gbagbo, des émeutes se multiplient. 80 000 Burkinabés rentrent au Burkina Faso.
Le 30 octobre 2014, Blaise Compaoré fait face à un soulèvement populaire contre son projet de modification de l'article 37 de la loi fondamentale limitant le nombre de mandats présidentiels, afin de se représenter en 2015. À la suite des émeutes, Blaise Compaoré quitte le pouvoir.

#### Première transition et élection du président Kaboré
Le chef d'état-major des armées Honoré Traoré annonce le 31 octobre la création d'un « organe de transition », chargé des pouvoirs exécutif et législatif, dont l'objectif est un retour à l'ordre constitutionnel « dans un délai de douze mois ». Le 1er novembre 2014, l'armée publie un communiqué qui affirme son soutien à Isaac Zida comme président de transition. Honoré Traoré en est un des signataires, ce qui implique son renoncement au pouvoir. Le 17 novembre 2014, le diplomate Michel Kafando est nommé président de transition. Il nomme Isaac Zida Premier ministre.
Le 17 septembre 2015, des militaires du Régiment de sécurité présidentielle (RSP) retiennent en otage le président et le Premier ministre et annoncent la dissolution du gouvernement transitoire. Gilbert Diendéré, ancien chef d'état-major particulier de l'ancien président Blaise Compaoré, se proclame chef d'État, dans un climat de tensions importantes au sein du pays. Le coup d'État entraîne la suspension du Burkina Faso parmi les membres de l'Union africaine. Le 22 septembre 2015, l'armée entre à Ouagadougou pour exiger la reddition des putschistes. Le jour même, le chef des putschistes annonce que le président de la transition sera « remis en selle » après que la Communauté économique des États de l'Afrique de l'Ouest (CÉDÉAO) a demandé à son régiment de déposer les armes.
Le 23 septembre 2015, le président de la transition, à travers une allocution à la Nation annonce la fin du coup d'État et reprend son poste. Le Burkina Faso est réintégré comme membre de l'Union africaine fin septembre.
Le 30 novembre 2015, à la suite des élections présidentielle et législatives, Roch Marc Christian Kaboré (MPP) est élu au premier tour, président du Burkina Faso avec 53,49 % des voix devant Zéphirin Diabré (UPC), qui récolte 29,65 % des voix, les 12 autres candidats se partageant le reste. Il est le deuxième président civil depuis l'accès à l'indépendance du Burkina Faso après Maurice Yaméogo.
Le nouveau président doit rapidement faire face à des attaques djihadistes, dans le nord du pays, à la frontière avec le Mali. Et la politique intérieure est marquée par un marasme et une contestation montante du président élu en 2015,.

#### Début de la guerre du Sahel au Burkina Faso
Le pays enregistre sa première grande attaque terroriste dans la nuit du 15 au 16 janvier 2016, signe que l'extension de la guerre du Sahel touche désormais profondément le pays. Bilan : une trentaine de morts et une centaine de blessés.
Dans la nuit du 3 au 4 février 2019, un groupe terroriste attaque la ville de Kaïn dans le département du même nom, au nord de la province du Yatenga. Le bilan est de 14 morts civils. L'armée réagit rapidement, avec des actions contre les groupes terroristes dans le nord-ouest du pays, déclarant avoir alors « neutralisé » 146 terroristes. À la veille du début de l'année de la présidence par le pays du G5 Sahel, l'attaque terroriste porte à près de 300 le nombre d'habitants assassinés par ces groupes depuis 2015. Le jour inaugural du G5 Sahel, mardi 5 février, un détachement de la gendarmerie est attaqué à Oursi, cinq militaires meurent, contre selon l'armée, 21 assaillants tués lors de l'attaque. L'insécurité croissante a entraîné la multiplication des milices. En 2020, le pays compterait près de 4 500 groupes de koglweogo, mobilisant entre 20 000 et 45 000 membres,.
Pour faire face au crime organisé (attaques à main armée dans les lieux de travail et habitations, vols d'animaux et autres formes de violences ciblant notamment les populations rurales et périurbaines), des groupes d'autodéfense se sont constitués au sein de certaines communautés. Dénommés « koglwéogo », ils sont indépendants de l'État, ne rendent compte à personne et agissent hors de tout cadre légal. Ils ont localement fait reculer la délinquance, mais des exactions commises par certains de leurs membres créent une nouvelle source d'insécurité et de péril pour les droits humains, et affaiblissent encore le système judiciaire (déjà critiqué pour son inefficacité par la population et les médias). Au sein des koglwéogo qui, sous prétexte d'une réponse citoyenne à la crise sécuritaire, « s'arrogent le droit d'arrêter, de juger et de sanctionner, par des amendes, sévices corporels et humiliations, au terme de tribunaux populaires expéditifs », de graves violences (torture notamment) sont observées. « De présumés voleurs sont ligotés au pied d'un arbre, fouettés avec des branches enflammées de tamarinier, le tout en public, et ce jusqu'à ce qu'ils avouent leur crime », bafouant les droits humains via une justice expéditive. Selon Amnesty International, « les Koglwéogo ont commis des exactions, telles que des passages à tabac et des enlèvements, poussant ainsi des organisations de la société civile à reprocher à l’État de ne pas agir suffisamment pour empêcher ces violences et y remédier ; une levée de boucliers qui avait amené l'État à condamner en septembre 2016 quatre Koglwéogo à 6 mois d'emprisonnement, et 26 autres à des peines allant de 10 à 12 mois de prison avec sursis.
Les 29 et 30 mai 2020, plusieurs attaques djihadistes ont fait une cinquantaine de morts à Kompienga. Dans la nuit du 4 au 5 juin 2021, une nouvelle attaque djihadiste tue plus de 160 personnes dont « une vingtaine d'enfants » à Solhan, un village situé au nord-est du pays. C'est l'attaque la plus meurtrière enregistrée au Burkina Faso depuis le début des assauts djihadistes, en 2015. En six ans, les violences ont déjà fait plusieurs milliers de morts, plus particulièrement dans les zones proches des frontières avec le Mali et le Niger.

#### Coups d'État de 2022
Le 23 janvier 2022, un coup d'État renverse le président Kaboré. Les putschistes, rassemblés sous la bannière du « Mouvement patriotique pour la sauvegarde et la restauration » et menés par le lieutenant-colonel Paul-Henri Sandaogo Damiba, annoncent la dissolution du gouvernement et de l'Assemblée nationale ainsi que la « suspension » de la Constitution. Le 24 janvier 2022, certains médias locaux et internationaux relaient une information selon laquelle le président de Faso serait détenu par des soldats mutins. D'autres médias assurent que c'est une information erronée. Le 1er mars 2022, Paul-Henri Sandaogo Damiba, le chef de la junte au pouvoir au Burkina Faso, signe un plan pour entamer une transition de trois ans vers la démocratie.
En juin 2022, Mahamadou Issoufou, médiateur de la CÉDÉAO pour le Burkina Faso, estime que 40 % du territoire du Burkina « sont hors du contrôle de l'État ». En décembre 2024, le gouvernement estime que 71 % du territoire est sous son contrôle.

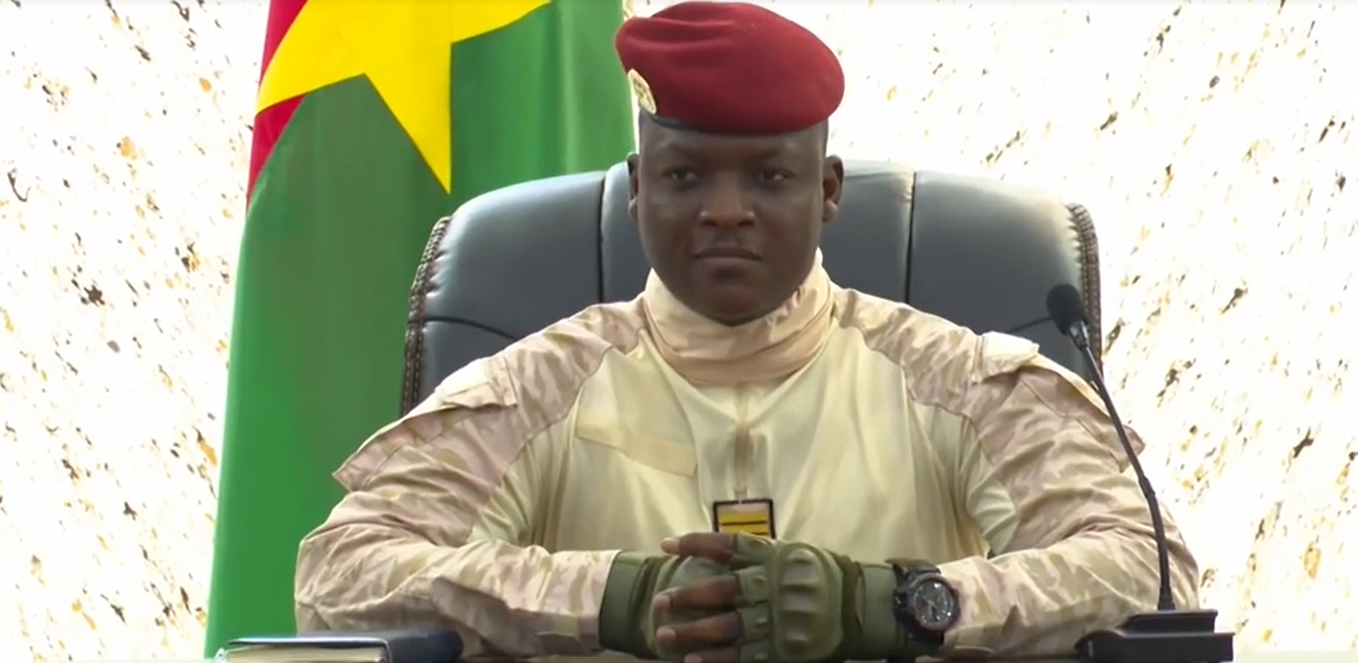
Ibrahim Traoré, Président de la transition du Burkina Faso.

Le 30 septembre 2022, un groupe de militaires menés par le capitaine Ibrahim Traoré, chef de l'unité des forces spéciales antijihadistes « Cobra » dans la région de Kaya (nord), annonce à la télévision nationale la mise à l'écart du chef de la junte Paul-Henri Damiba. Celui-ci est « accusé d'avoir trahi l'idéal commun de départ de libérer les territoires occupés, des zones jadis paisibles étant passées sous contrôle terroriste » depuis le premier coup d'État de janvier.
La situation sécuritaire au Burkina Faso s'est considérablement détériorée ces dernières années, marquée par une multiplication d'attaques meurtrières perpétrées par des groupes armés islamistes alliés à Al-Qaïda et à l'État islamique au Grand Sahara (EIGS) à l'encontre de civils. Par conséquent, de nombreux civils fuyent les combats : en mars 2023, l'ONU estime leur nombre à 2 millions.
L'armée burkinabée est également mise en cause, notamment dans le massacre de près de 150 civils à Karma. Selon Amnesty International, les forces spéciales de l'armée seraient responsables de ce massacre,.
Une première tentative de déstabilisation du régime se déroule en décembre 2022 et est suivie d'une deuxième tentative de putsch contre le gouvernement de transition par différents officiers, perpétrée le 26 septembre 2023. Ibrahim Traoré déclare par la suite que la sécurité du pays est prioritaire contrairement à la tenue de l'élection présidentielle prévue en juillet 2024,.
Fin août 2024, le pays subit l'attaque terroriste jihadiste la plus meurtrière de son histoire frappant le village de Barsalogho dans le centre-nord du pays, où 300 à 400 habitants sont massacrés par le Groupe de soutien à l'islam et aux musulmans.
En 2025, le Burkina Faso, tout comme le Mali et le Niger, quittent effectivement la Communauté économique des États de l'Afrique de l'Ouest. Le Burkina Faso quitte aussi l'OIF en 2025.
Le gouvernement actuel du Burkina Faso mène une politique souverainiste, anti-impérialiste et panafricaniste qui se traduit par une rupture avec la France et l'Occident (retrait des entreprises minières américaines et françaises au profit d'entreprises russes ou chinoises) et par une reprise de contrôle sur les ressources minières (30% des ressources de chaque mine pour l'état, hausse des taxes...)qui s'opère également au Niger et au Mali. Les profits engrangés par la reprise de contrôle sur les ressources minières servent à développer les services publics (éducation, santé,), mais également à financer l'armée afin de lutter contre les djihadistes.
Le gouvernement actuel communique énormément sur les réseaux sociaux, notamment Tiktok, et de fausses informations y circulent régulièrement (comme la suppression des frais de scolarité). On peut cependant noter que le gouvernement développe le système de santé public, notamment via la mise en place du SAMU gratuit pour tous les soins d'urgence, depuis le 10 avril 2025.

## Démographie

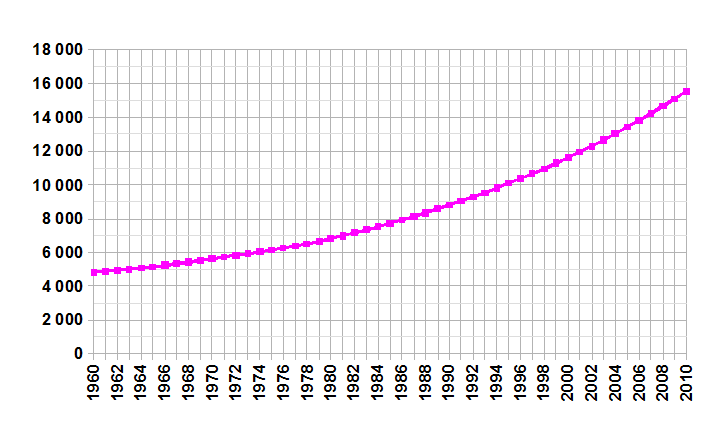
Évolution de la population totale du Burkina Faso entre 1960 et 2010 (chiffre de la FAO, 2012). Population en milliers d'habitants.

### Chiffres
Voici quelques statistiques démographiques pour ce qui concerne le Burkina Faso :
- Population : 20 244 080 habitants (en 2018)[81].
- Distribution des classes d'âge : 0-14 ans : 45,04 % ; 15-64 ans : 52,52 % ; + 65 ans : 2,44 %
- Densité : 71,16 hab./km2
- Taux de natalité : 44,42 ‰ (en 2014)
- Taux de fécondité : 5,93 enfants/femme (en 2014)[82]
- Taux de croissance de la pop. : 3,01 % (en 2016)
- Taux de migration : - 0,97 ‰ (en 2001)

### Groupes ethniques
Les Mossi sont l'ethnie majoritaire du Burkina Faso, constituant plus de 56 % de la population, soit 11 à 12 millions de personnes et se situent principalement au centre du Burkina Faso dans les villages des bassins des rivières Nazinon et Nakambé. Les Mossis parlent le moré.
Les Peuls au Burkina Faso ont pour principale zone d'implantation le Nord, à savoir les provinces du Soum, du Seno, du Yagha et partiellement celle de l'Oudalan.
Les Touaregs, un peuple Amazigh d'Afrique du Nord, est aussi présent au Burkina Faso dans la région de Seno et en général dans la région du Sahel, située dans la zone sahélienne de l'Afrique, à la frontière avec le Mali et le Niger.
Les Gourounsis, les Sénoufos, les Lobis, les Bobos et les Samos sont aussi des ethnies du Burkina Faso.

### Diaspora
Le Burkina Faso compte une très forte diaspora. Ainsi, trois millions de Burkinabés vivent au Ghana, trois millions également vivent en Côte d'Ivoire et 1,5 million au Soudan.
Depuis les expulsions du Ghana en 1967, le nombre de ces migrants provoque également des tensions avec les pays d'accueil. La dernière crise remonte aux évènements de 2003 en Côte d'Ivoire, qui ont entraîné le retour temporaire de 300 000 migrants.

### Données sur la santé
- Taux de mortalité : 11,96 ‰ (en 2014)
- Taux de mortalité infantile : 76,80 ‰ (en 2014)[82]
- Espérance de vie des hommes : 52,77 ans (en 2014)[82]
- Espérance de vie des femmes : 56,85 ans (en 2014)[82]

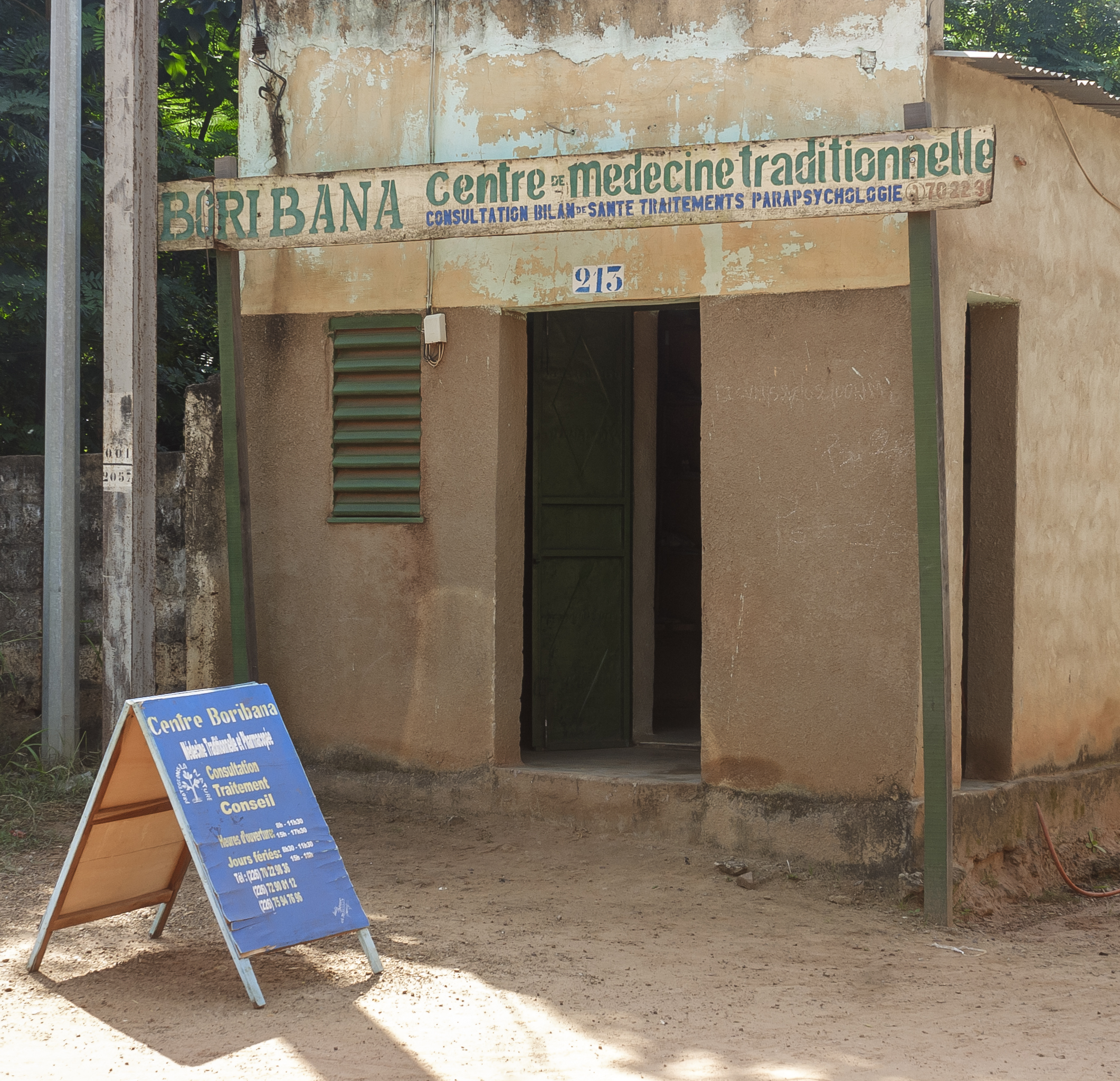
Boutique de médecine traditionnelle.
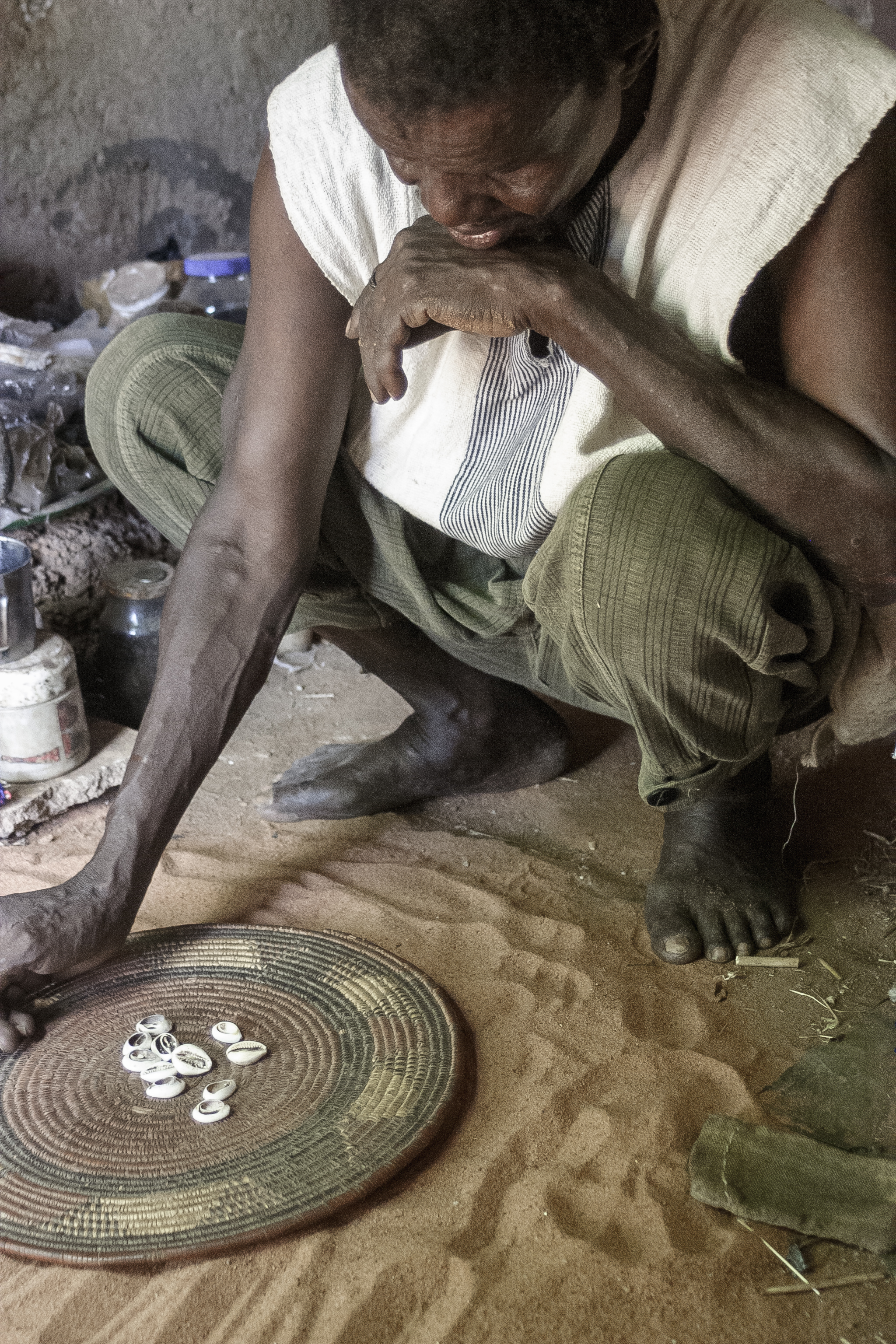
Consultation médicale traditionnelle.
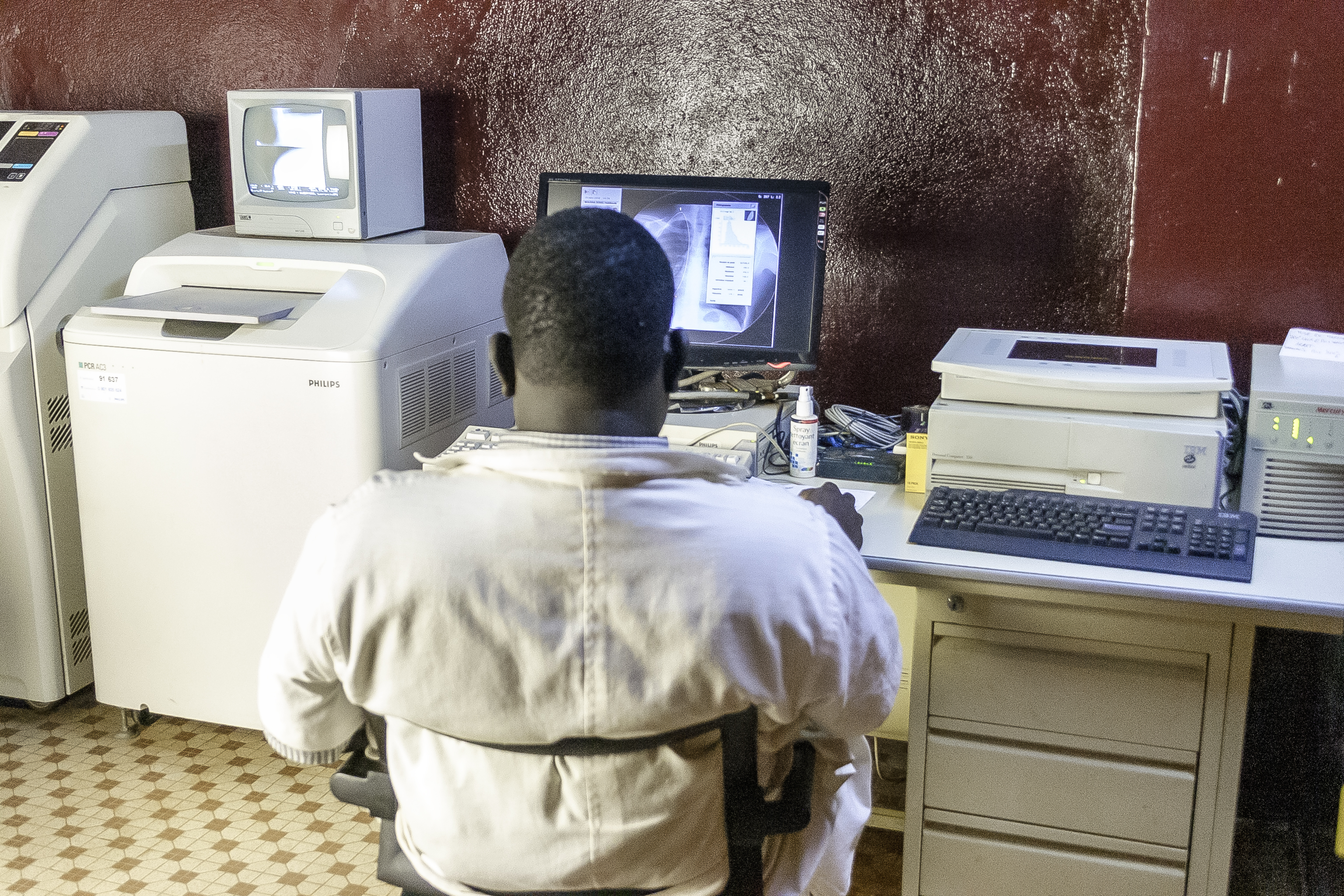
Consultation dans une clinique.
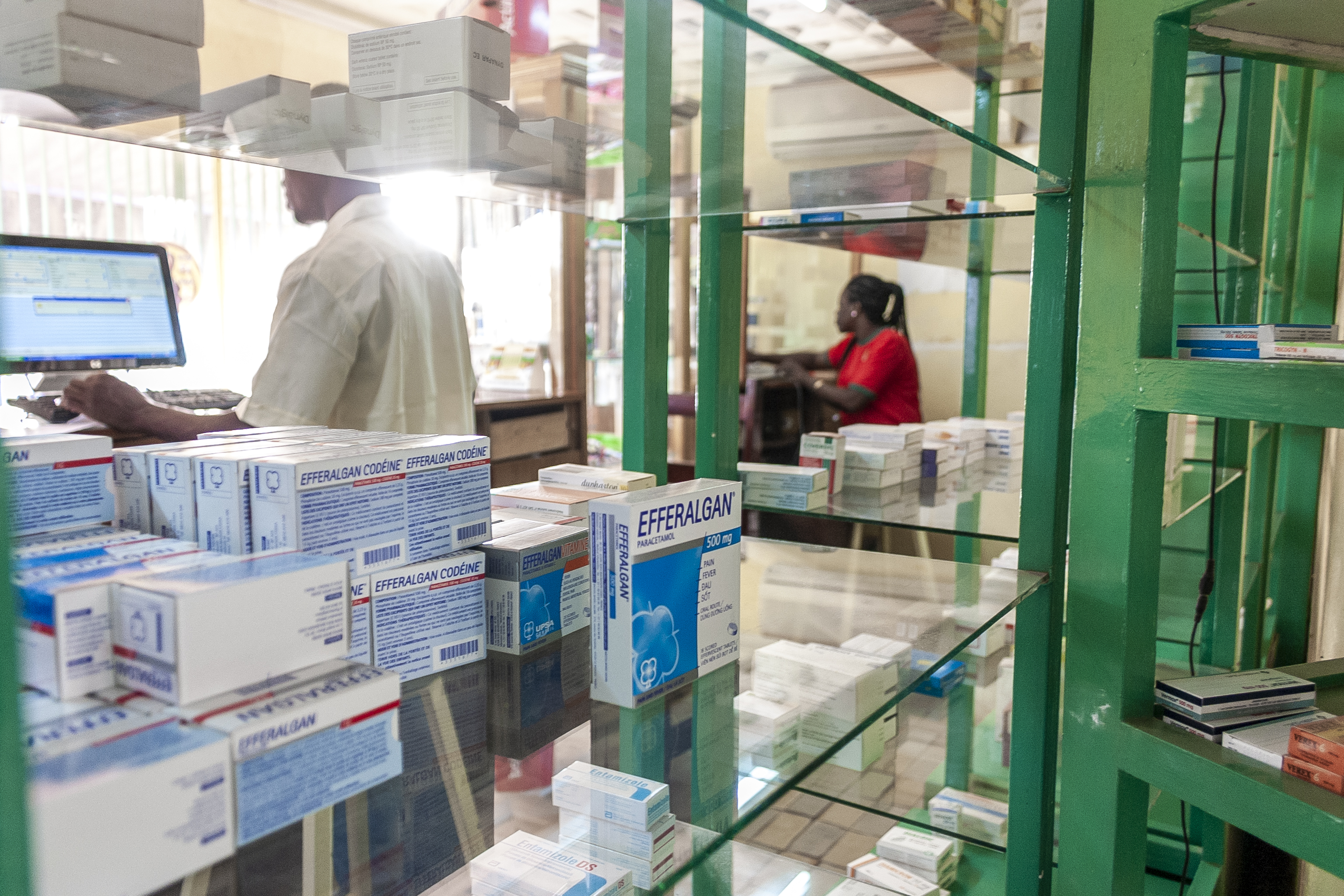
Pharmacie à Ouagadougou.

### Situation des femmes
Les mutilations génitales féminines sont interdites depuis 1996, mais pratiquées fréquemment. Il y a une sous-représentation des femmes dans l'enseignement secondaire et supérieur, mais elles sont de plus en plus présentes. Le Burkina Faso a ratifié la Convention sur l'élimination de toutes les formes de discrimination à l'égard des femmes en 1984. En 1996, une loi fait entrer l'interdiction de l'excision dans le Code pénal, bien qu'elle continue malgré tout à être pratiquée, en particulier dans les zones rurales. En 2003, 65 % des Burkinabées entre 15 et 19 ans ont été excisées, un chiffre qui tombe à 57,6 % en 2010. Depuis les années 1990, 45 comités provinciaux de lutte contre la pratique de l'excision (CPLPE) sont chargés de parcourir le pays afin de convaincre les familles et les chefs coutumiers de ne pas faire exciser les jeunes filles. Il y a une soumission des femmes à l'autorité masculine (père, mari, frère…). Le niveau d'analphabétisme des femmes est élevé.
La polygamie est encore très présente. Les mariages précoces sont fréquents. Le mariage forcé est illégal dans le pays, mais la loi s'applique seulement aux mariages enregistrés à l'État. Le Burkina Faso a l'un des taux de mariage forcé dans le monde les plus élevés. Les filles qui accouchent peuvent souffrir de problèmes tels que la fistule obstétricale.
Un numéro vert pour dénoncer les violences faites aux femmes est mis en place en 2021.

### Langues

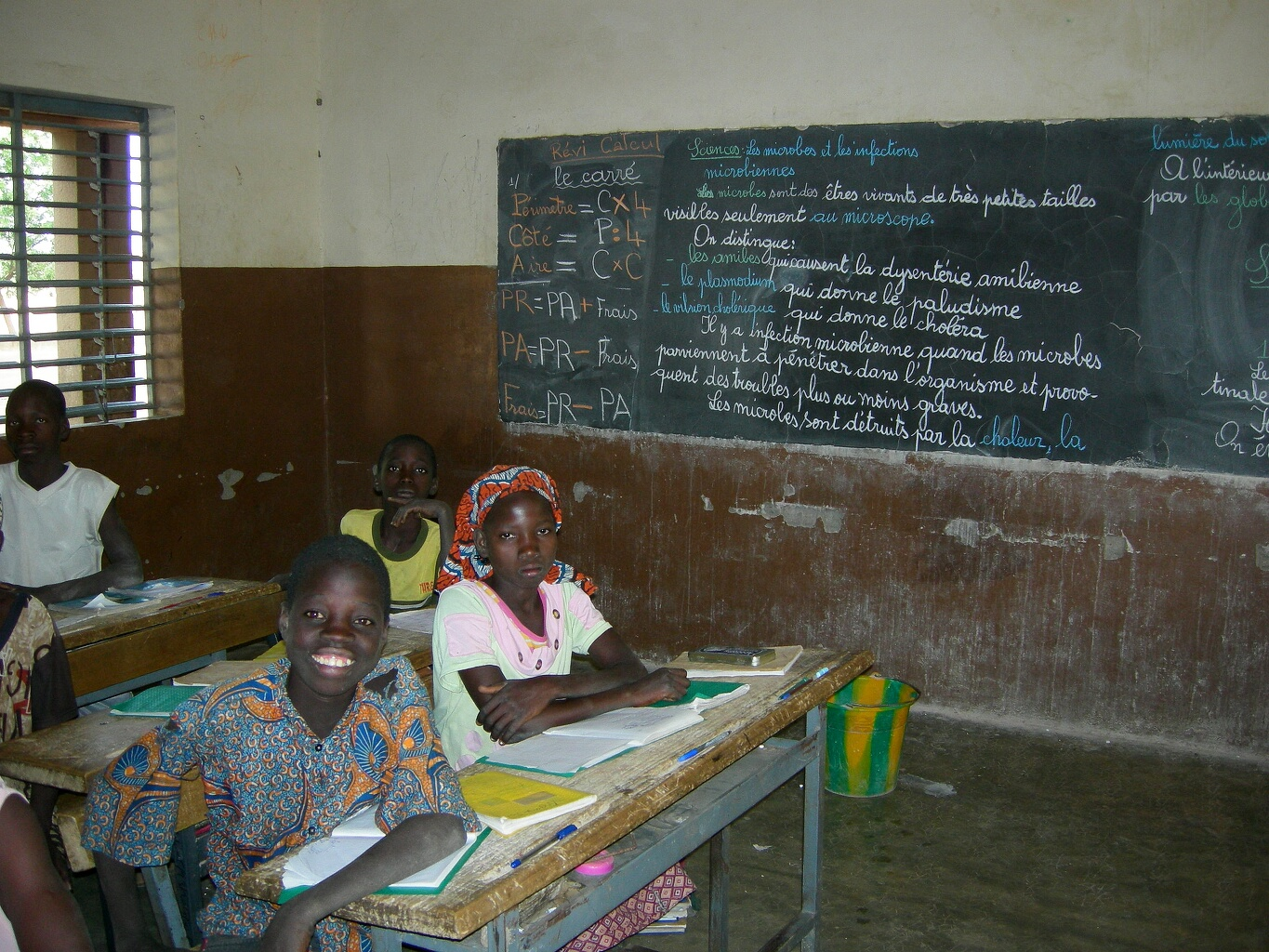
Le français, langue de l'enseignement scolaire ici à Dourtenga.

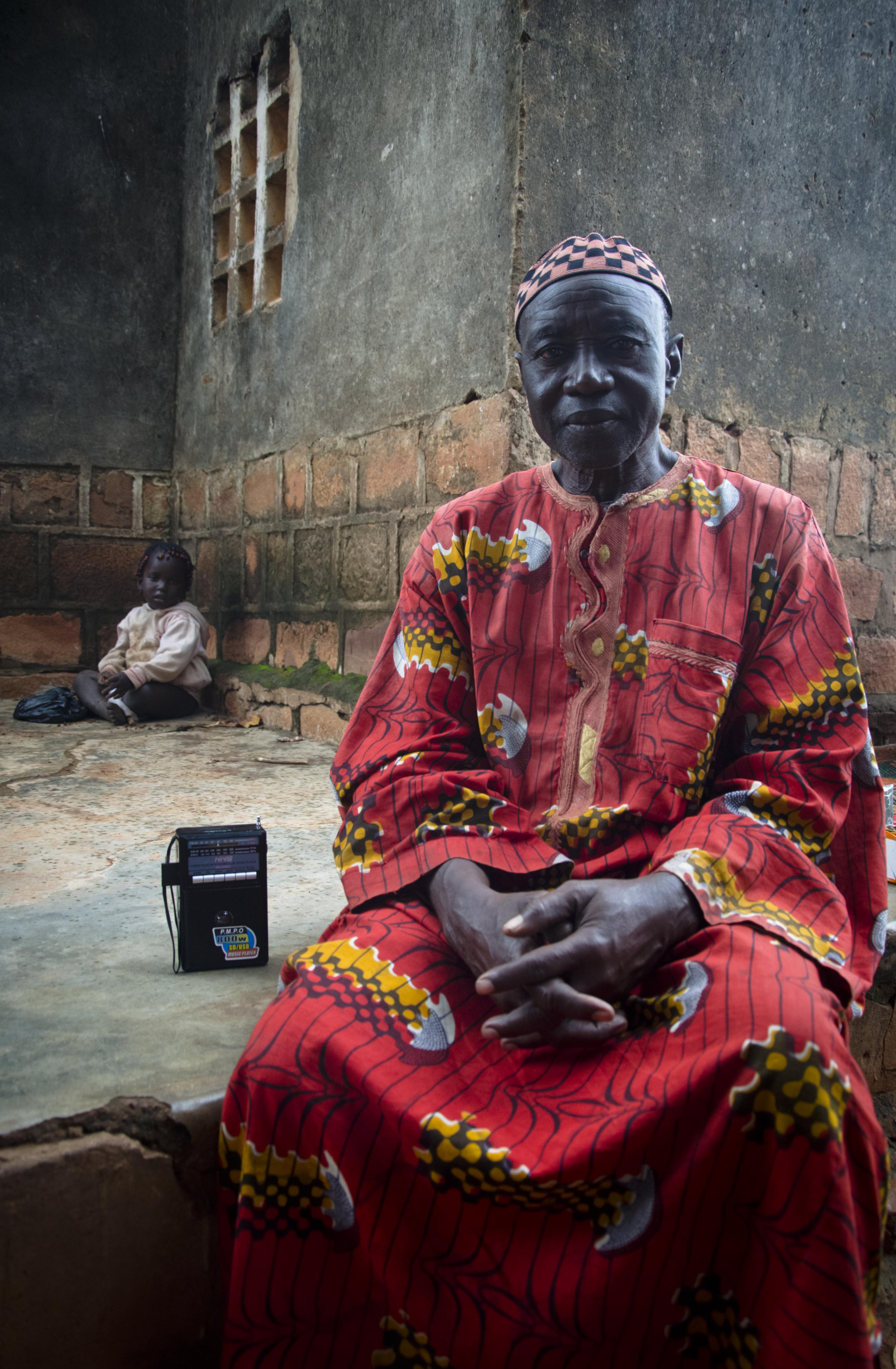
Dioula musulman devant la mosquée de Darsalamy.

Le français, langue officielle jusqu'en 2023, est une langue de travail des institutions, des instances administratives, politiques et juridiques, des services publics, des textes et des communiqués de l'État, de la presse écrite et des écrivains. Il s'agit de la seule langue à l'écrit des lois, de l'administration et des tribunaux.
De plus, le Burkina Faso est de l'Assemblée parlementaire de la francophonie.
Selon une estimation de la CIA de 2003, seule 21,8 % de la population de 15 ans et plus savait lire et écrire — dont 29,4 % des hommes et 15,2 % des femmes —, de plus le taux net (c'est-à-dire sur une classe d'âge donnée) de scolarisation, malgré une hausse constante depuis plusieurs années, n’était que de 47,70 % pour l'année scolaire 2005-2006 d'où le fait que le français ne soit compris que par environ 15 % de la population, dont seulement 5 % de francophones réels selon la Délégation générale à la langue française et aux langues de France. Malgré la supériorité numérique des langues nationales, le français ancienne langue officielle et langue internationale, pèse encore dans la vie sociale et économique du pays. Le français jouissait jadis, sur le plan social, d'un statut de prestige associé à une participation au monde moderne.
Selon le dernier rapport de l'Organisation internationale de la francophonie, le français devient de plus en plus la langue première des Burkinabés : ainsi, seules 20 947 personnes déclaraient le français comme première langue couramment parlée en 1985 (soit 0,42 % de la population du pays), 49 647 en 1996 (0,75 %), puis 151 184 en 2006 (1,66 %), dont 104 700 à Ouagadougou (soit 9,54 % des Ouagalais).
Selon André Magord et Rodrigue Landry, « Depuis quelques années, dans les villes principales telles que Ouagadougou, Bobo-Dioulasso et Banfora, la langue française s'étend à d'autres situations de communication que celles juste décrites. Devant la dimension de plus en plus multilingue de ces villes, le français s'impose de façon croissante comme lingua franca chez les commerçants et lors des échanges liés à tous les petits métiers qui se multiplient dans ces grandes villes. La langue française parlée n'est plus alors le français standard mais un français qui, sans la base de l'écrit, se transforme, se réinvente pour une part. Cette expansion du français est relayée par l'affichage publicitaire très présent dans les villes et qui propose des slogans en français. Ces slogans deviennent vite populaires dans une société burkinabée à forte tradition orale. » Cette variété de français endogène qui résulte d'une hybridation linguistique est un pidgin en voie de créolisation.
Ainsi comme dans le pays voisin la Côte d'Ivoire est apparu un français populaire au Burkina Faso. Dans ce français appelé parfois « français de Ouaga » et qui reste essentiellement une langue orale, s'est créé un certain nombre d'interférences entre le français standard et le français populaire du Burkina du fait de l'influence des langues africaines dans la pratique locale du français.
On assiste de plus en plus à des mariages mixtes constituant des familles dont la langue première est le français.
Enfin, l'Association des municipalités du Burkina Faso (AMBF) de même que les villes de Bobo-Dioulasso, Koudougou, Ouagadougou, Tenkodogo, Banfora, Dédougou, Manga, Ouahigouya et Yako sont membres de l'Association internationale des maires francophones.
Il existe plus de 60 langues dont les principales sont : le moré langue parlée par les Mossis, le san parlé par les Samos, le peul parlé par les Peuls, le gourmantché parlé par les Gourmantchés dans l'Est du Burkina Faso, le dagaara parlé par les Dagaris, le dioula qui est une langue commune à plusieurs pays d'Afrique de l'Ouest (la Côte d'Ivoire, le Mali, la Guinée…) parlé par les Dioulas, le lobiri parlée par les Lobis, le marka ou soninké parlé par les Markas (Soninkés) communément appelés « Dafing », le bobo, le bwamu parlé par les Bwabas, le Touareg qui est un dialecte Berbère parlé par les Touaregs dans le Sahel au Nord du pays, le sénoufo parlé par les Sénoufos, le toussian parlé par les Toussians, le kassena et le lyélé parlées par les Gourounsis et le bissa parlé par les Bissas.

### Religion

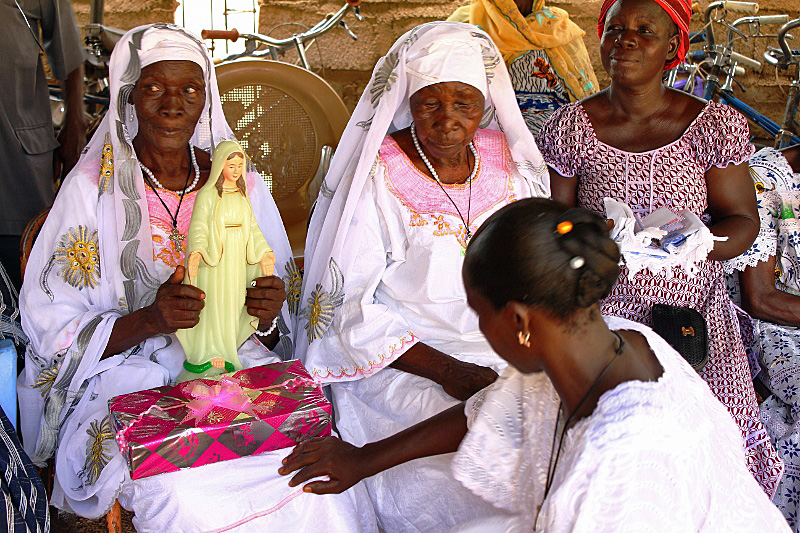
Femmes catholiques portant une statue de la Vierge Marie.

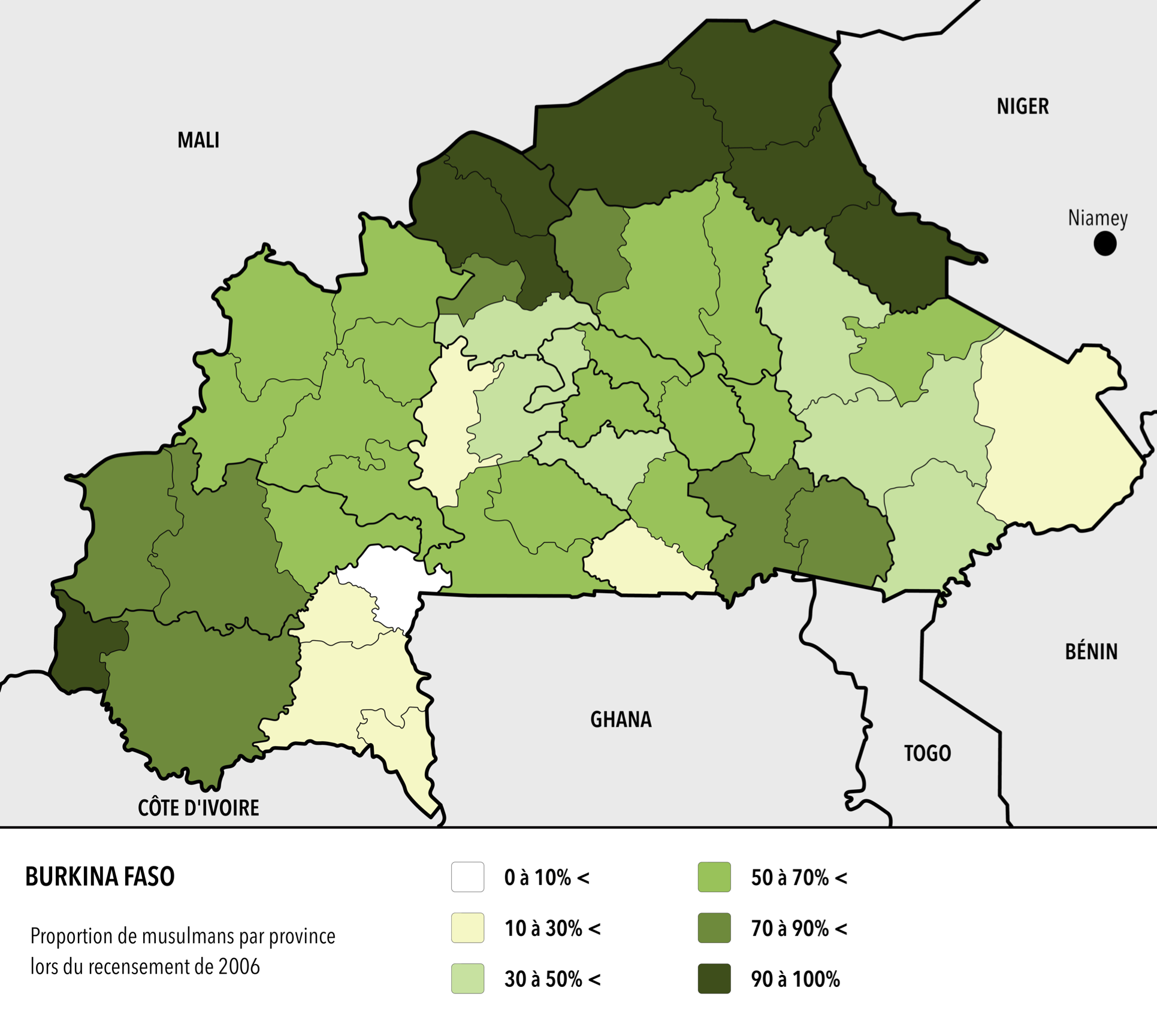
Proportion de musulmans par province en 2006.

Selon les estimations de l'Encyclopædia Britannica (2010), le Burkina Faso compte 61,6 % de musulmans ; 23,2 % de catholiques ; 7,3 % d'animistes et de croyances traditionnelles ; 6,7 % de protestants ainsi que 1,2 % d'autres confessions ou de sans religion. Le quatrième recensement général de la population et de l'habitation du Burkina Faso réalisé au mois de décembre 2006 donne un chiffre concordant pour la proportion de musulmans (60,5 %) mais significativement plus basse pour les chrétiens (23,2 % de chrétiens, dont 19 % de catholiques et 4,2 % de protestants) au profit des animistes (15,3 % d'animistes, 0,6 % d'autres religions et 0,4 % de sans religion),.
Les mariages entre personnes de religions différentes sont nombreux au Burkina Faso. Il est fréquent qu'une personne change de religion sans que cela ne scandalise son entourage.
Le Burkina Faso est un État membre de l'Organisation de la coopération islamique.
| Religion                                | Pourcentage | Population |
| --------------------------------------- | ----------- | ---------- |
| Musulmane                               | 60,53 %     | 8 485 149  |
| Christianisme (catholiques/protestants) | 23,2%       | 2 664 236  |
| Animiste                                | 15,34 %     | 2 150 309  |
|                                         |             |            |
| Autres religions                        | 0,6 %       | 79 485     |
| Sans religion                           | 0,38%       | 52 929     |
| Total                                   | 100,00 %    | 14 017 262 |

## Politique et administration

### Institutions
De nombreuses langues nationales ont désormais le statut de langues officielles, depuis le changement de constitution de 2023 ayant déclassé le français (ancienne langue coloniale). Aujourd'hui, les langues officielles sont : le moré, le dioula, le gourmantché et le foulfouldé (peul).
Depuis son indépendance en août 1960, le Burkina Faso a connu plusieurs régimes politiques : État de droit et État d'exception. À partir de 1991, le pays a officiellement opté pour un système politique démocratique en adoptant une constitution par voie référendaire et en organisant des élections présidentielles et législatives.
Aujourd'hui, des institutions républicaines sont mises en place :
- Les élections du premier et du deuxième président de la IVe République respectivement en 1991, 1998, 2005, 2010 et 2015 ;
- Les élections législatives en 1992, 1997, 2002, 2007, 2012 et 2015 ;
- La mise en place de l'appareil judiciaire ;
- Il s'agit donc d'un État démocratique à trois pouvoirs qui sont :
  - le pouvoir exécutif assuré par le gouvernement ;
  - le pouvoir législatif constitué de l'Assemblée nationale ;
  - le pouvoir judiciaire.

En outre, d'autres institutions viennent consolider l'État de droit. Ce sont notamment :
- Le Conseil constitutionnel ;
- Le Médiateur du Faso ;
- Le Conseil économique et social (CES) ;
- Le Conseil supérieur de la communication (CSC) ;
- L'Autorité de régulation des communications électroniques et des postes (ARCEP) ;
- La Commission nationale de la décentralisation (CND) ;
- La commission nationale des droits humains (CNDH) ;
- Le Haut conseil pour la réconciliation et l'unité nationale (HCRUN).

### Politique

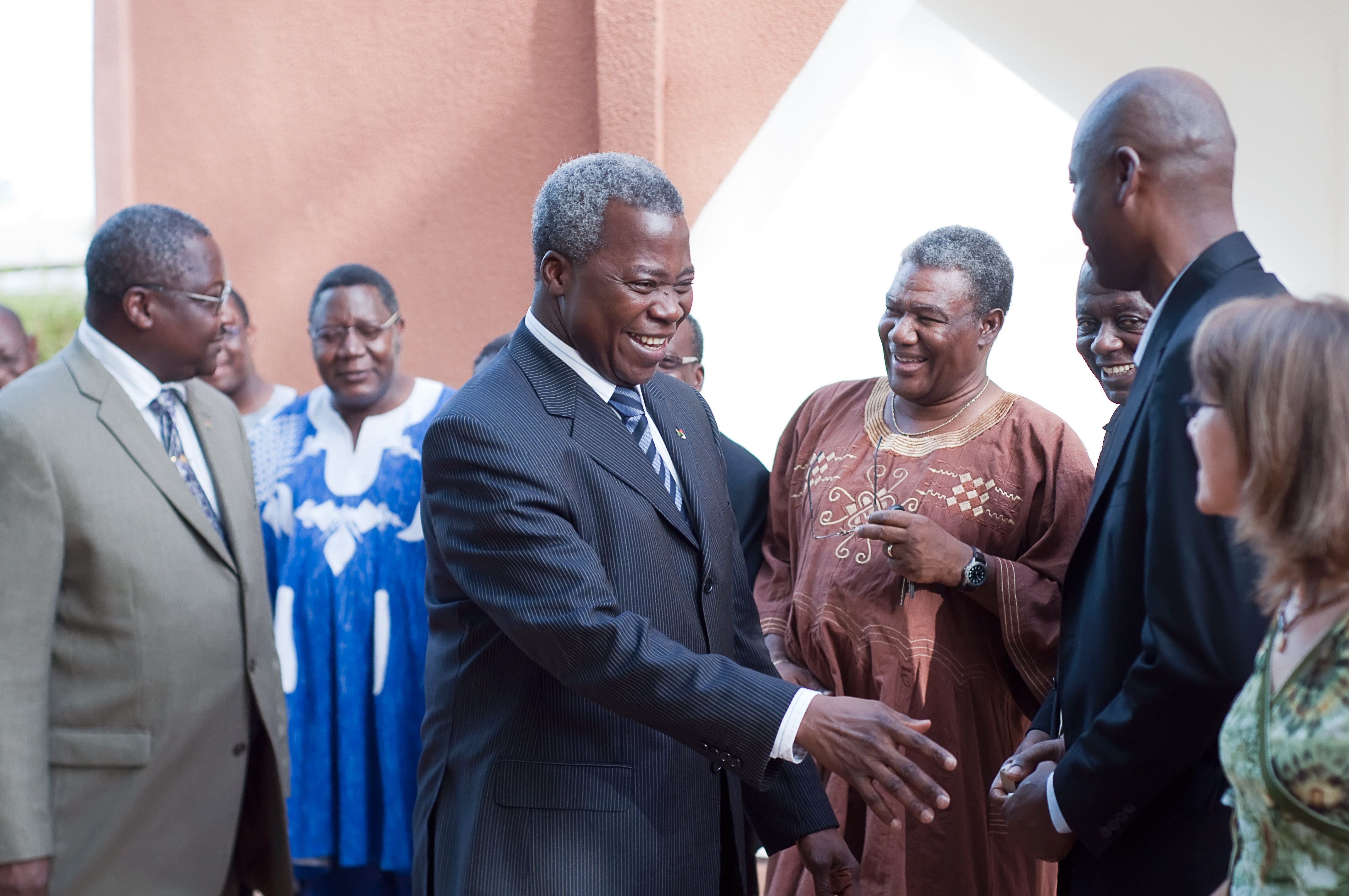
L'ancien Premier ministre Tertius Zongo.

La Constitution du 2 juin 1991, approuvée par référendum, a instauré un régime semi-présidentiel à deux chambres ouvert au multipartisme :
- le président du Faso « (Faso » remplace le mot « république »), élu par le peuple pour cinq ans lors d'un scrutin à deux tours. Il ne peut être réélu qu'une seule fois ;
- l'Assemblée nationale est la seule instance législative du pays. Elle peut être dissoute par le président du Faso après consultation du Premier ministre et du Président de l'Assemblée nationale[113] ;
- la chambre des représentants qui avait un rôle consultatif se renouvelait tous les trois ans et a été dissoute le 23 janvier 2002. Mais la révision constitutionnelle du 11 juin 2012 a réintroduit une seconde chambre, le Sénat, qui n'a pas pu fonctionner. Le Sénat a été supprimé[113] le 5 novembre 2015 par le Conseil national de la Transition (Assemblée nationale issue de l'insurrection populaire des 30-31 octobre 2014)

Depuis son adoption le 11 juin 1991, la constitution du Burkina Faso a été révisée à trois reprises respectivement en janvier 1997 pour lever le verrou de la limitation du mandat présidentiel, avril 2000 pour non seulement ramener la durée du mandat présidentiel de 7 à 5 ans et aussi pour introduire à nouveau sa limitation à renouvelable une fois, janvier 2002.
Il existe également un conseil constitutionnel composé de dix membres et un conseil économique et social dont le rôle est purement consultatif.

### Subdivisions et administrations régionales et locales

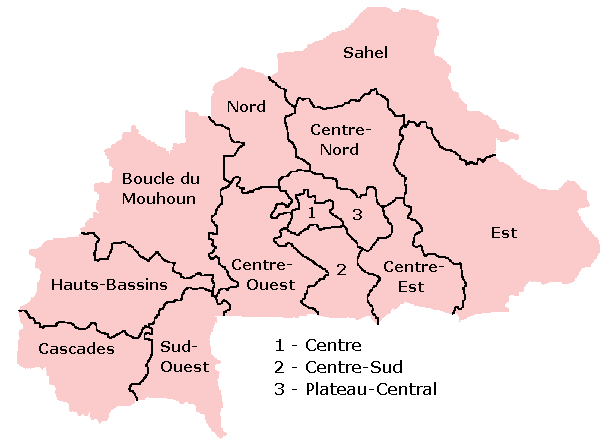
Carte de localisation des 13 régions du Burkina Faso.

Le territoire du Burkina Faso est divisé en 13 régions et subdivisé en 45 provinces, 350 départements, 359 communes de plein exercice dirigées par des maires élus et 8 000 villages environ.
Le Burkina Faso est divisé 13 régions administratives regroupant 45 provinces (qui étaient les anciennes subdivisions principales du pays mais ne sont plus des collectivités territoriales depuis le 2 juillet 2001). Les régions sont dirigées administrativement par un gouverneur représentant l'État auprès du conseil régional et qui est lui-même représenté dans les provinces par des hauts-commissaires.
Les conseils régionaux réunissent les représentants des départements qui autrefois se réunissaient dans les conseils de province. Il n'y a plus, depuis 2011, d'assemblée consultative dans les provinces qui sont de simples intermédiaires administratifs entre les régions et les départements, les anciens conseils de province où étaient représentés les communes ayant été regroupés dans les conseils régionaux.
De plus les départements ont pour la plupart été érigés en municipalités de plein droit, et donc des collectivités territoriales, avec à leur tête un maire devant un conseil municipal. Selon le cas, les départements ont soit le statut de « commune urbaine », soit celui de « commune rurale ». Parmi les communes urbaines, les plus peuplées ont aussi le statut de « ville ». Toutefois légalement ces différents statuts sont tous des départements. Le département est la circonscription électorale de base pour toutes les institutions nationales et celles des collectivités territoriales.
Enfin de nombreuses fusions de communes ont eu lieu (avant ou après la création des départements, qui aujourd'hui presque partout ne comptent plus qu'une seule municipalité). Toutefois les communes urbaines les plus peuplées sont divisées en « arrondissements municipaux » (à Ouagadougou et Bobo-Dioulasso), eux-mêmes divisés en « secteurs » administratifs. Les autres communes urbaines de plus de 2 000 habitants peuvent être aussi divisées en secteurs. Toutes les autres communes (urbaines ou rurales) sont ensuite divisées en « villages ».
Ni les arrondissements, ni les secteurs urbains, ni les villages ne sont des collectivités territoriales : ils servent essentiellement comme outils de planification et de développement et d'unités territoriales statistiques (celles-ci étant basées sur des sous-ensembles de population d'environ 1 000 habitants, selon l'Institut national de la statistique et de la démographie qui établit la nomenclature officielle de toutes les collectivités territoriales, des provinces et des autres plus petites unités territoriales statistiques).
Ainsi les « villages » concernent des territoires essentiellement ruraux à l'intérieur des communes, et qui peuvent rassembler de nombreux hameaux autour d'une petite agglomération rurale. Le Burkina Faso compte ainsi plusieurs milliers de villages ou secteurs urbains, dans lesquels peuvent subsister d'encore plus nombreux hameaux (à la population très changeante du fait des fortes migrations vers de plus grandes villes, ou de la croissance de la périphérie de ces villes sur d'anciens territoires ruraux, lesquelles absorbent alors leurs anciens hameaux voire des villages entiers).
Les arrondissements, secteurs ou villages peuvent aussi avoir localement des conseils consultatifs (conseils de quartier, conseils de villages traditionnels, etc.), qui ne sont pas des collectivités territoriales mais des associations (de droit privé, ou paritaire), qui peuvent parfois recevoir des subventions et d'autres moyens de la part des départements ou des régions pour certaines missions développées en partenariat, ou des financements privés de la part de leurs membres (certaines collectivités territoriales adhèrent à ces structures de coopération locale). Ces associations peuvent aussi avoir compétence couvrant d'autres territoires voisins (y compris faisant partie d'autres arrondissements ou départements).
En 2016, la frontière avec le Niger a été modifiée : 14 villages nigériens sont rattachés au Burkina Faso tandis que 4 villages burkinabés sont rattachés au Niger.

### Autorités traditionnelles
Le Burkina Faso compte sept rois supérieurs :
- le Mogho Naaba, empereur des Mossi ;
- le Yatenga Naaba, roi du Yatenga ;
- le Boussouma Naaba, roi de Boussouma ;
- l'émir du Liptako ;
- le roi de Tenkodogo ;
- le M'Baro, roi du Gulmu ;
- le chef suprême des Bobo Mandarè.

## Économie
| Année | IDH   | rang |
| ----- | ----- | ---- |
| 2000  | 0,296 |      |
| 2005  | 0,331 |      |
| 2010  | 0,372 |      |
| 2015  | 0,418 |      |
| 2018  | 0,449 |      |
| 2019  | 0,452 |      |
| 2020  | 0,449 |      |
| 2021  | 0,449 |      |

### Données économiques
- PIB : 10,678 milliards $ en 2015[119] ;
- PIB par habitant : 640 $ en 2015[119] ;
- PIB en parité de pouvoir d'achat (PPA) : 1 185 $ (2007, Québec, Institut de la statistique du Québec) ;
- Taux de croissance réelle : 5,2 % en 2016[119] ;
- Taux d'inflation (indice des prix à la consommation) : 6,40 % (2006) ;
- Exportations : 1,591 milliard de dollars en 2011[82] ;
- Importations : 2,25 milliards de dollars en 2011[82] ;
- Le tiers de la population du pays vit en dessous du seuil de pauvreté ;
- En 2017, le Burkina est classé 146e par le programme Doing business en ce qui concerne les affaires[120] et est le 134e pays où il fait le plus bon vivre (2017)[121] ;
- En 2024, le Burkina Faso est classé en 129e position pour l'indice mondial de l'innovation[122].

### Agriculture

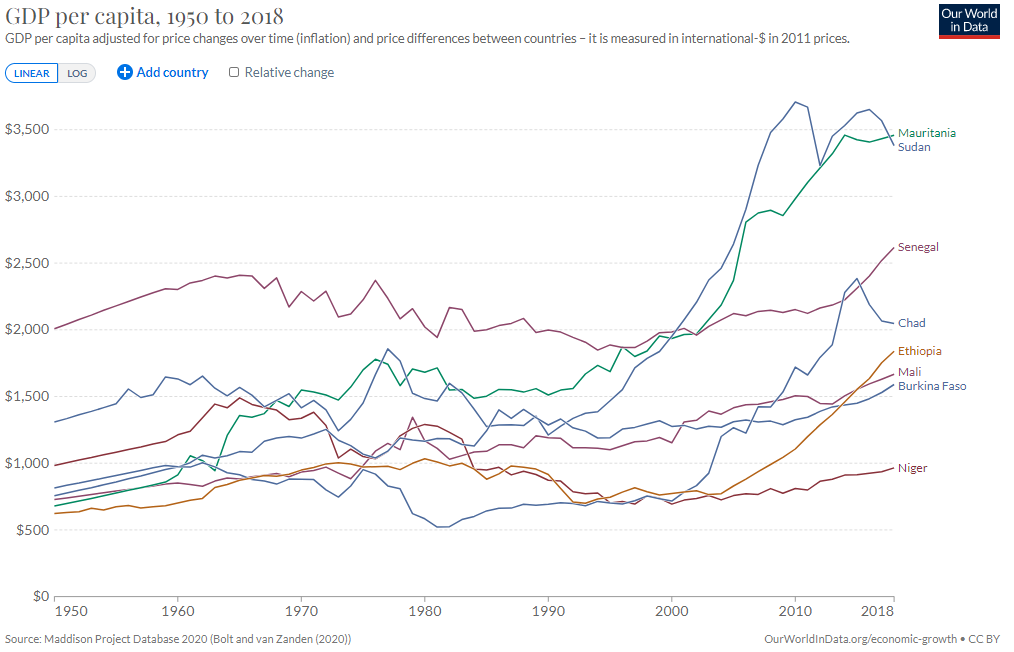
Développement du PIB par habitant des pays du Sahel.

Le Burkina Faso est un pays en voie de développement, où l'agriculture représente 32 % du produit intérieur brut et occupe 80 % de la population active. Il s'agit principalement d'élevage mais également, surtout dans le sud et le sud-ouest, de cultures de sorgo, de mil, de maïs, d'arachides et de riz.
Il a été le deuxième producteur africain de coton derrière l'Égypte, malgré l'aridité des sols. La filière coton, dans beaucoup de pays producteurs a pris de la vigueur, avec d'excellentes récoltes, même si sur le marché mondial, le cours de la livre de fibre était en 2015 autour de 0,70 dollar, relativement bas comparé au pic des 2 dollars la livre qu'il avait atteint en 2011.Le pays était à la première place du palmarès des sept premiers producteurs africains de coton au milieu des années 2010. En 2015, près de 100 000 paysans pratiquaient l'agriculture biologique.

### Industrie minière
Les productions minières sont les suivantes : cuivre, fer, zinc et surtout or. La production d'or du pays est officiellement de 46 tonnes en 2017 et 52 tonnes en 2018, auquel s'ajoutent de dix à trente tonnes d'or produite par des mines artisanales non déclarés. À la fin des années 1990, les « compagnies juniors » canadiennes multiplient les contrats avec des pays africains. Au Burkina, elles ont pour nom Axmin, Orezone Resources, Goldcrest Resources ou Etruscan Resources, et sont souvent présentes dans des pays voisins car le Burkina est un prolongement géologique de la riche zone aurifère du Ghana.
À l'issue de la transaction avec SEMAFO d'Endeavour Mining en 2020, ce dernier devient le plus grand producteur d'or au Burkina Faso mais aussi le premier employeur privé du pays. En décembre 2022, la société russe Nordgold obtient l'attribution d'une nouvelle exploitation de mine d'or sur le territoire sur le site de Yimiougou d'une superficie de 31,44 km2. La durée de l'exploitation est de quatre ans et permettra une production totale estimée à 2,53 tonnes d’or.
En 2023, le Burkina Faso est le quatrième producteur d'or d'Afrique, avec une production de plus de 57 tonnes d'or. 
En 2025, à l'instar de ses voisins, le Mali et le Niger, le Burkina Faso cherche à contrôler une plus grande part de ses ressources après la révision de son code minier l'année précédente et finalise la nationalisation de cinq actifs miniers aurifères.

### Transfert d'avoirs de la diaspora à l'étranger
Le Burkina Faso compte une très forte diaspora : par exemple, trois millions de Burkinabés vivent au Ghana, trois millions également vivent en Côte d'Ivoire et 1,5 million au Soudan. Selon la banque centrale des États de l'Afrique de l'Ouest, ces migrants envoient chaque année des dizaines de milliards de francs CFA au Burkina Faso. Depuis les expulsions du Ghana en 1967, le nombre de ces migrants provoque également des tensions avec les pays d'accueil. La dernière crise remonte aux évènements de 2003 en Côte d'Ivoire, qui ont entraîné le retour temporaire de 300 000 migrants.
Le Burkina Faso est membre de l'Union économique et monétaire ouest-africaine et de l'Autorité de Liptako-Gourma, qui est chargée de prévenir les crises alimentaires et les sècheresses par la coopération de chaque pays membre.

## Éducation
L'analphabétisme est majoritaire au Burkina Faso. Il touche plus les femmes que les hommes. La majorité des élèves sont des garçons. Selon la loi d'orientation de l'éducation de 2007 (loi 13-2007/AN), le système éducatif burkinabé est structuré comme suit :

### Éducation de base
Elle comprend l'éducation de base formelle et l'éducation de base non formelle. Elle est obligatoire pour tous les enfants de 6 à 13 ans. L'éducation de base formelle comporte trois niveaux :
- le premier niveau est l'éducation préscolaire de 3 à 6 ans. Ce niveau comprend trois sections. La petite section pour les enfants de trois à quatre ans, la moyenne section pour ceux de quatre à cinq ans et la grande section pour ceux de 5 à 6 ans ;
- le deuxième niveau est l'enseignement primaire de 6 à 12 ans. Il est sanctionné par le Certificat d'études primaires (CEP). Le taux de scolarisation au niveau primaire pour la période de 2007 à 2009 était de 64 % selon les données statistique de l'UNICEF[131]. Le taux brut de scolarisation est passé à 77,6 % en 2011 puis à 79,6 % en 2012[133]. Malgré ces progrès, un important nombre d'enfants n'ont pas toujours accès à l'éducation. En 2011/2012, 1 112 184 enfants de 6 à 11 ans sont hors du système scolaire[133] ;
- Le troisième niveau est l'enseignement post-primaire de 12 à 16 ans et est sanctionné par le Brevet d'études du premier cycle (BEPC).

Quant à l'éducation de base non formelle, elle comprend :
- l'alphabétisation et la formation pour le développement pour les personnes de plus de 15 ans qui apprennent à lire et à compter dans une des principales langues nationales ;
- l'éducation de base non formelle des jeunes et adolescents et les formules alternatives d'éducation de base non formelle. Elle prend en charge des enfants de 9 à 15 ans déscolarisés ou non scolarisés en leur donnant accès à un cycle complet d'éducation de base à dominante pratique et professionnelle en langues nationales articulées avec l'apprentissage du français d'une durée qui peut atteindre 4 ans.

### Enseignement secondaire
L'enseignement secondaire est sanctionné par le baccalauréat et comprend trois voies :
- la voie générale : elle constitue un cycle unique de trois ans et permet d'obtenir le diplôme de baccalauréat de l'une des séries : A, C, D, E et F ;
- la voie technologique: elle est également un cycle unique de trois ans et débouche sur le diplôme de baccalauréat des séries E, F, G, H ;
- la voie professionnelle, encore appelé enseignement secondaire technique et professionnel (ESTP). Elle constitue le volet de formation professionnelle du système éducatif au secondaire et comporte trois (3) cycles à finalité d'insertion professionnelle. Elle comprend le cycle CAP (CEP + 4 ans), le cycle BEP (BEPC ou CAP + 2 ans) et le cycle Baccalauréat professionnel (BEP + 2 ans).

### Enseignement supérieur
Il comprend les universités, les instituts et les grandes écoles. Le Burkina Faso compte quatre universités publiques :
- l'université de Ouagadougou, la doyenne des universités, créée en 1974 ;
- l'université Nazi-Boni, créée en 1997 ;
- l'université Norbert-Zongo créée en 2005, rebaptisée université Norbert Zongo le 30 novembre 2017 par le représentant du chef de l'État Chériff Sy ;
- l'université Thomas-Sankara, créée en 2007.

Trois centres universitaires créés à l'intérieur du pays viennent en appui des quatre universités. Il s'agit de celui de Fada N'Gourma qui forme dans le domaine des mines, de celui de Ouahigouya qui forme dans le domaine du tertiaire et de la santé et de celui de Dédougou qui forme dans le domaine de l'agriculture.

## Culture

### Fêtes et jours fériés
| Date                | Nom français international        | Nom local                              | Remarques |
| ------------------- | --------------------------------- | -------------------------------------- | --- |
| 1er janvier         | Jour de l'an                      |                                        | Fête civile internationale, célébrée par tradition à cette date dans le monde occidental |
| 3 janvier           | Soulèvement populaire             |                                        | Fête civile anniversaire de commémoration du soulèvement populaire du 3 janvier 1966, commémorée le même jour |
| 8 mars              | Journée internationale des femmes |                                        | Fête civile internationale, célébrée à cette date dans de nombreux pays |
| calendrier pascal   | Lundi de Pâques                   |                                        | Fête chrétienne (la plus importante) de la résurrection de Jésus, célébrée par tradition du dimanche au lundi (entre le 23 mars et le 26 avril) lendemain de Pâques |
| 1er mai             | Fête du Travail                   |                                        | Fête civile internationale, célébrée à cette date dans de nombreux pays |
| calendrier pascal   | Ascension                         |                                        | Fête chrétienne de l'élévation au ciel de Jésus ressuscité, célébrée par tradition le jeudi 40 jours après Pâques (inclus dans le compte) |
| calendrier pascal   | Pentecôte                         |                                        | Fête chrétienne de la descente du Saint-Esprit parmi les apôtres, célébrée par tradition du dimanche au lundi 50 jours après Pâques |
| 5 août              | Fête de l'indépendance            |                                        | Fête civile anniversaire de l'accession à l'indépendance (accordée en 1960 par la France) de la république de Haute-Volta qui devient le Burkina Faso, commémorée le même jour |
| 15 août             | Assomption de Marie               |                                        | Fête chrétienne de l'élévation au ciel de Marie, mère de Jésus, célébrée par tradition à cette date dans le monde catholique occidental |
| 1er novembre        | Toussaint                         |                                        | Fête chrétienne de tous les saints (canonisés ou non), célébrée par tradition à cette date dans le monde chrétien occidental (souvent confondue avec la Commémoration de tous les fidèles défunts le lendemain, sauf si c'est un dimanche, mais non fériée dans la plupart des pays) |
| 1er novembre        | Fête des FAN                      |                                        | Fête civile anniversaire de la fondation des Forces armées nationales, commémorée le même jour |
| 31 octobre          | Journée nationale des martyrs.    | Insurrection populaire du Burkina Faso | Le 31 octobre a été déclaré férié au Burkina Faso pour rendre hommage aux victimes (une trentaine de morts et des centaines de blessés) de l'insurrection populaire de 2014 qui a conduit à la démission de Blaise Compaoré |
| 11 décembre         | Fête nationale                    |                                        | Fête civile anniversaire de la fondation la République de 1958 (alors encore appelée Haute-Volta et dans l'Union française) dans l'ancienne colonie française, commémorée le même jour |
| 25 décembre         | Noël                              |                                        | Fête chrétienne de la naissance de Jésus-Christ, célébrée par tradition à cette date dans le monde chrétien occidental |
| calendrier musulman | Mawlid                            | Mouloud                                | Fête musulmane de la naissance du prophète Mahomet, célébrée par tradition le 12 Rabia al awal (3e mois musulman) |
| calendrier musulman | Aïd al-Adha                       | Tabaski                                | Fête musulmane (la plus importante) de la soumission d'Ibrahim à Dieu (et de célébration de la fin du mois de grand pèlerinage), célébrée par tradition 69 ou 70 jours après le début du mois de Ramadan (9e mois musulman), soit 30 jours après l'Aïd el-Fitr (ou « Aïd al-Saghir ») célébrant le 1er Chawwal (10e mois musulman) la rupture du jeûne, donc entre le 8 et le 13 Dhou al-hijja (12e mois musulman) |

### Festivals

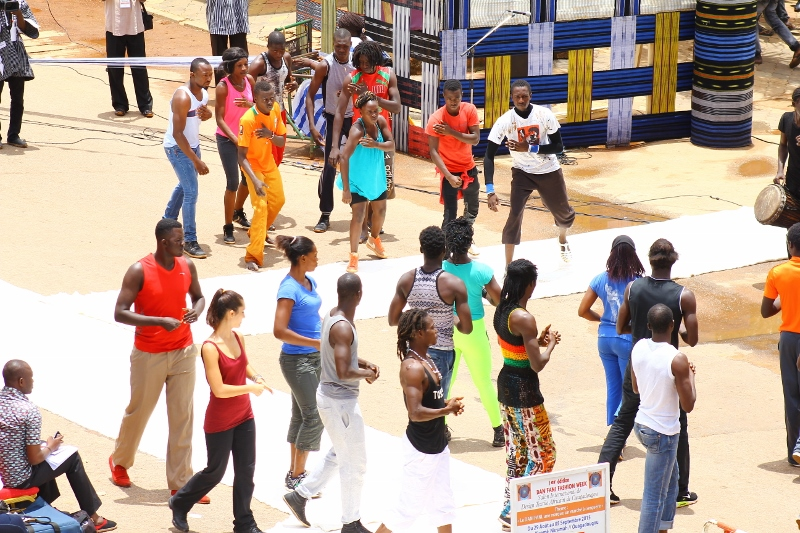
Première édition de la Semaine internationale de design textile africain de Ouagadougou (Dan'Fani).

Le Festival panafricain du cinéma et de la télévision de Ouagadougou (FESPACO), le plus grand festival de cinéma africain sur le continent a lieu tous les deux ans à Ouagadougou (février, années impaires).
Les Récréatrales, manifestation bisannuelle, constituent depuis 2002 un évènement théâtral culturel majeur du Burkina Faso, avec le Festival international de théâtre et de développement (FITD). Étienne Minoungou en est l'initiateur.
Le Salon international de l'artisanat de Ouagadougou (SIAO), a lieu lui aussi tous les deux ans, principalement les années paires (fin octobre - début novembre). C'est le plus grand salon de promotion de l'artisanat africain.
La Semaine nationale de la culture (SNC) a lieu également tous les deux ans à Bobo-Dioulasso durant une semaine. Elle constitue tremplin de la culture nationale ou régionale et de celle de la diaspora.
Le Festival Ciné Droits Libres pour les droits de l'homme et la liberté de la presse ; 
La Foire internationale du livre de Ouagadougou
Le Festival international des cultures urbaines Waga Hip Hop qui se déroulent chaque année depuis 2000 ; le Festival international de théâtre et de marionnettes de Ouagadougou (FITMO) du professeur Jean Pierre Guingané ; le Festival de Jazz à Ouaga ; les Nuits atypiques de Koudougou (NAK) ; le Festival international de théâtre pour le développement (FITD) ; le Festival Dilembu au Gulmu (FESDIG), etc.
Le « SOKO Festival », lancé en 2015 au Burkina Faso par l'Association DAMBE, est un festival de musique et d'initiation artistique qui a lieu chaque année au mois de janvier. Portant le sens Bambara de « retour à la source », il ambitionne de réunir divers styles musicaux et générations autour de la défense et la valorisation de la culture africaine. L'évènement se définit également comme un marché des arts du spectacle à travers une plateforme de rencontre dénommé « Yaar Music ». Yaar signifie marché en langue mooré.

### Littérature
Les débuts de la littérature burkinabée sont datés de 1962, avec Crépuscule des temps anciens, de Nazi Boni. La production ultérieure se répartit à parts égales entre romans et poésie, complétés de nouvelles, contes et pièces de théâtre.

### Cinéma
Le cinéma numérique ambulant est présent au Burkina Faso. Depuis 2003, le cinéma numérique ambulant a réalisé en Afrique plus de 5 000 projections pour des millions de spectateurs.
Par ailleurs, le Burkina Faso possède plusieurs réalisateurs de talent : voir la page Cinéma burkinabé.

### Presse culturelle
La presse culturelle tient une place de choix. On peut citer L'Observateur dimanche, Sidwaya Mag Plus, Africa star et Évasion. Depuis deux ans, une association de jeunes journalistes culturels du nom de Planète Culture couvre les principaux festivals du pays.

### Musées
Le secteur muséal est en pleine évolution. On peut signaler principalement les musées suivants :
- à Ouagadougou :
  - le musée de la musique, qui expose des instruments traditionnels de musique ;
  - le musée national ;
  - le musée de la femme de Kolgondiéssé[141]
  - le musée des forces armées ;
  - le musée de l'eau, dans les environs de la ville ;
  - le musée de Manéga, à 55 km de Ouagadougou.
- à Bobo-Dioulasso :
  - le musée Sôgôssira Sanou ;
  - le musée de la musique d'hier et d'aujourd'hui ;
  - le centre culturel Sénoufo.
- à Gaoua :
  - le musée des civilisations du Sud-Ouest.
- à Kaya :
  - le musée de Kaya.

### Sport
Au Burkina Faso la vie sportive est dominée par le football qui est pratiqué par la majorité des jeunes. Le championnat national, le Fasofoot, est organisé chaque année et regroupe 16 équipes. Il y a aussi la coupe du Faso et la Supercoupe du Faso qui rythment la vie footballistique du pays. L'équipe nationale, les Étalons, est sacrée vice-championne d'Afrique lors de la 29e édition de la Coupe d'Afrique des nations de football, en 2013.

### Nouvelles technologies
Des structures technologiques sont présentes pour promouvoir ou réguler les technologies de l'information et de la communication (TIC) au Burkina Faso. L'ANPTIC (Agence nationale de promotion des TIC) au Burkina Faso a pour but d'être un incubateur d'entreprises technologiques de pointe et d'aider à la valorisation et à la diffusion des systèmes et produits conçus et réalisés localement tout en mettant des spécialistes à disposition des établissements publics et privés de formation en informatique afin de promouvoir des formations d'excellence.
L'ARCEP (Autorité de régulation des communications électroniques et des postes) a pour but de mettre en place un système de formalisation et de régulation dans le domaine des nouvelles technologies. La BCLCC (Brigade Centrale de Lutte Contre la Cybercriminalité) vise à réprimer les infractions en matière informatique et toutes celles faites à travers les technologies de l'information et de la communication,. Des incubateurs technologiques tels que BeogoLab, OuagaLab devenu WakatLab, Jokolabs, SiraLab, des entreprises technologies comme Softnet Burkina, CFAO Technologie ont été mis en place pour développer les TIC.

## Infrastructures et transports

### Réseau routier
La route trans-sahélienne Dakar (Sénégal) - N'Djamena (Tchad) passe par le Burkina Faso.
Le réseau routier inventorié du Burkina Faso a une longueur totale de 61 367 km, dont 15 272 km sont classés :
- Le réseau classé a fait l'objet d'une classification administrative et d'une classification technique. Cependant la majeure partie n'est pas bitumée mais en terre (souvent en latérite qui soulève beaucoup de poussière rouge au passage des véhicules) ;
- Le réseau non classé est constitué de pistes rurales.

| Type de routes         | Routes bitumées (RB) | Routes en terre | Pistes en terre | Total  |
| ---------------------- | -------------------- | --------------- | --------------- | ------ |
| Routes nationales      | 3 483                | 2 447           | 567             | 6 697  |
| Routes régionales      | 90                   | 2 345           | 1 156           | 3 581  |
| Routes départementales | 46                   | 4 243           | 705             | 4 994  |
| Pistes rurales         | 0                    | 0               | 46 095          | 46 095 |
| Total                  | 3 617                | 9 035           | 48 523          | 61 367 |

### Voies ferrées
Le Burkina Faso dispose d'un seul corridor ferroviaire qui le relie au port d'Abidjan en Côte d'Ivoire, c'est la liaison Kaya – Abidjan, longue de 1 252 km et répartie quasiment à longueur égale dans les deux pays. Pour la partie au Burkina Faso, la ligne Kaya – Niangoloko (à la frontière de la Côte d'Ivoire : 622 km) est elle-même divisée en deux sections :
- Ouagadougou – Bobo-Dioulasso – Toussiana – Banfora – Niangoloko : 517 km ;
- Ouagadougou – Kaya : 102 km.

Cette ligne ferroviaire est à écartement métrique et en voie unique sur la presque totalité de sa longueur. La charge maximum à l'essieu est de 17 tonnes et la vitesse d'exploitation est de 50 km/h pour les trains de passagers et de 30 km/h pour les trains de transport de marchandises.

### Aéroports
Le pays compte 2 aéroports et des aérodromes, dont seulement un aéroport international, l'aéroport international de Ouagadougou (qui est un des deux seuls, avec l'aéroport de Bobo-Dioulasso depuis 2007, à posséder des pistes goudronnées). Le futur aéroport international - Donsin - en construction depuis début 2010 est situé à 35 kilomètres de Ouagadougou. Il aura une capacité d'accueil de près d'un million de passagers. L'aérogare sera opérationnelle d'ici 2024.

#### Populations
- Richard Kuba, Carola Lentz et Claude Nurukyor Somda, Histoire du peuplement et relations interethniques au Burkina Faso, Paris, Karthala, 2004, 296 p. (ISBN 2-84586-459-0).
- Christian Santoir et Germain Guiré, « Bibliographie des Peuls du Burkina Faso », IRD,‎ septembre 2000 (lire en ligne).

#### Histoire
- Roger Bila Kaboré, Histoire politique du Burkina Faso, 1919–2000, Paris, Éditions L'Harmattan, 2002, 667 p. (ISBN 2747521540).
- Jeanne-Marie Kambou-Ferrand, Peuples voltaïques et conquête coloniale, 1885–1914 : le Burkina Faso, Paris, Éditions L'Harmattan, 2000, 480 p. (ISBN 2738415733).
- Jean-Baptiste Kiéthéga, L'Or de la Volta noire : Archéologie et Histoire de l'exploitation traditionnelle - Région de Poura, Haute-Volta, Paris, Karthala, 2000, 247 p. (ISBN 2865370887).
- Bruno Jaffré, Burkina Faso - Les années Sankara, de la Révolution à la rrectification, Paris, Éditions L'Harmattan, 1989, 332 p. (ISBN 2-7384-5967-6).
- Bruno Jaffré, L'insurrection inachevée : Burkina Faso 2014, Paris, Syllepse, 2019, 316 p. (ISBN 9782849507773).
- Yénouyaba Georges Madiéga et Oumarou Nao, Burkina Faso. Cent ans d'histoire, 1895-1995, Paris, Karthala, 2003, 2206 p. (ISBN 2-84586-431-0).
- Jean-Yves Marchal, Chronique d'un cercle de l'AOF : recueil d'archives du poste de Ouahigouya (Haute-Volta) 1908-1941, Paris, ORSTOM, 1980, 215 p. (ISBN 2-7099-0581-7).
- Annie Merlet et Chanoine, Lieutenant, Textes anciens sur le Burkina (1853–1897), Sépia, 1995 (ISBN 2-907888-73-0 et 978-2-907888-73-8, OCLC 35791373).
- Antoine Kalo Millogo, Lassina Koté et Robert Vernet, Éléments d'archéologie ouest-africaine. 1, Burkina Faso, Sépia, 2001, 69 p. (ISBN 2842800532).
- G. Nassa et Y. G. Madiéga, La Haute-Volta coloniale, témoignages, recherches, regards, Paris, Khartala, 1995, 640 p. (ISBN 2-86537-480-7).
- Jean Audouin, L'islam en Haute-Volta à l'époque coloniale, L'Harmattan. 1975, 199 p. (ISBN 2-85802-058-2).

#### Géographie
- Carte routière du Burkina Faso, Institut géographique national (ASIN B00005QP49).